# Parco nazionale del Gran Paradiso

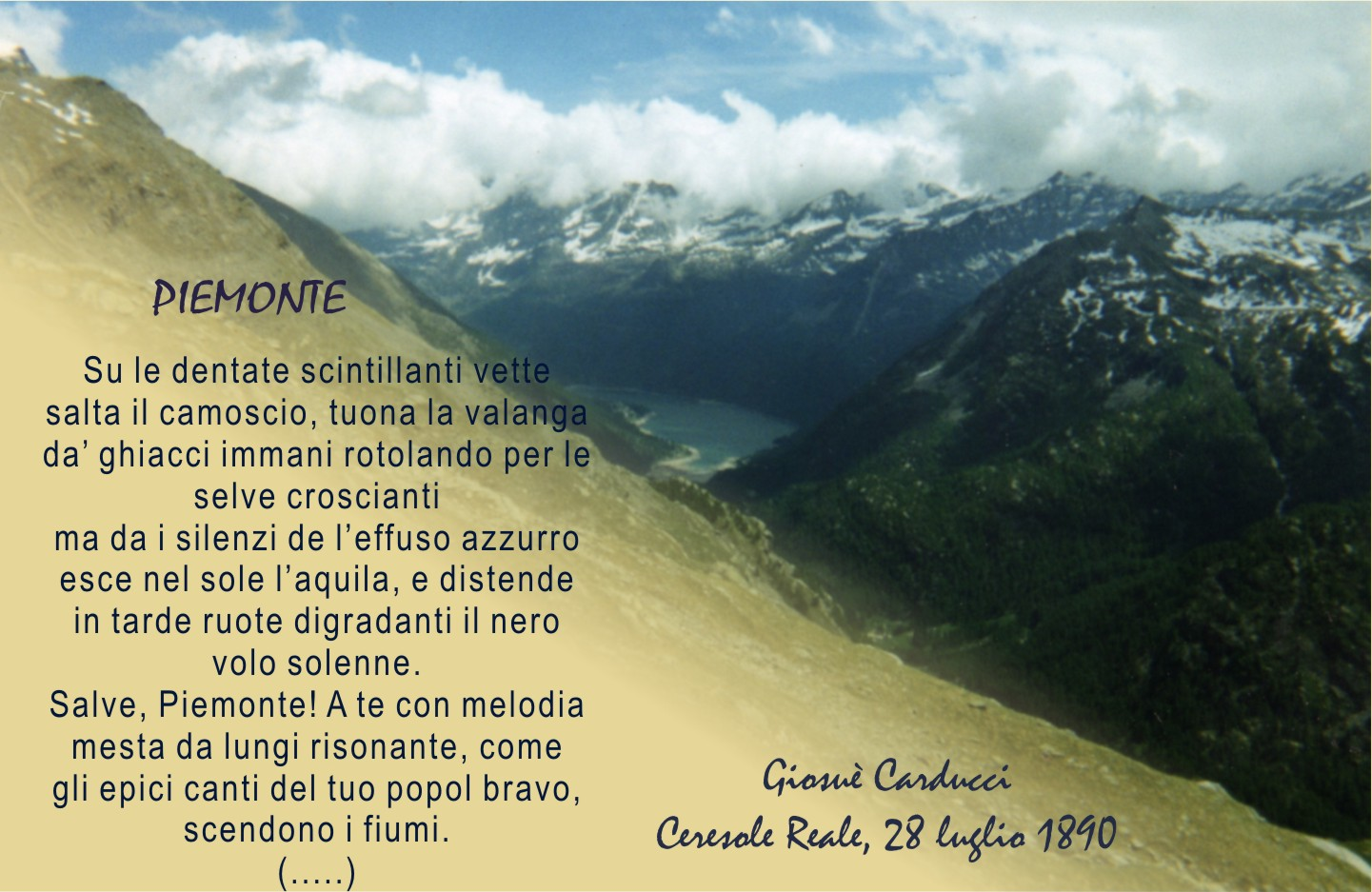
Altopiano del Nivolet

Il Parco nazionale Gran Paradiso (in francese Parc national du Grand-Paradis) è il parco nazionale più antico d'Italia, istituito il 3 dicembre del 1922, situato a cavallo delle regioni Valle d'Aosta e Piemonte, attorno al massiccio del Gran Paradiso, gestito dall'Ente Parco Nazionale Gran Paradiso, con sede a Torino. Esteso per una superficie di 71.043,79 ettari, su un terreno prevalentemente montuoso, dal lato francese confina con il Parco nazionale della Vanoise. 

## Storia
La storia del Parco nazionale Gran Paradiso è strettamente legata alla salvaguardia del suo animale simbolo: lo stambecco (Capra ibex). Questo ungulato, un tempo largamente diffuso a quote elevate, oltre il limite del bosco, su tutto l'arco alpino è stato oggetto di caccia indiscriminata per secoli. I motivi per cui lo stambecco era una preda così ambita dai cacciatori erano i più disparati, tra cui la succulenza della sua carne. Nei primi anni del XIXº secolo, una donna di Gressoney-Saint-Jean, di cognome Zumstein, scoprì che nei valloni che discendono dal massiccio del Gran Paradiso ne sopravviveva una colonia di circa cento esemplari.
Il 21 settembre 1821 il re di Sardegna Carlo Felice emanò le Regie patenti con le quali ordinava: «Rimane fin d'ora proibita in qualsivoglia parte de' regni domini la caccia degli stambecchi». Questo decreto, che salvò lo stambecco dall'estinzione, non fu ispirato da valori di protezionismo ambientale, non contemplati nella mentalità dell'epoca, bensì da mere speculazioni venatorie. La rarità di questi esemplari ne rendeva la caccia un lusso che il sovrano concedeva solo a se stesso.
Nel 1850, il giovane re Vittorio Emanuele II, incuriosito dai racconti del fratello Fernando, che durante una visita alle miniere di Cogne era stato a caccia, volle percorrere di persona le valli valdostane. Partì dalla valle di Champorcher, valicò a cavallo la Fenêtre de Champorcher e raggiunse Cogne; lungo questo tragitto, uccise sei camosci ed uno stambecco. Il re rimase colpito dalla abbondanza di fauna e decise di costituire in quelle valli una Riserva reale di caccia.
Furono necessari alcuni anni affinché i funzionari di Casa Savoia riuscissero a stipulare centinaia di contratti con cui i valligiani e i comuni cedettero al sovrano l'utilizzo esclusivo dei diritti venatori relativi alla caccia al camoscio ed ai volatili, poiché la caccia allo stambecco era vietata ai valligiani già da un trentennio, ed in alcuni casi persino dei diritti di pesca e di pascolo. I montanari non poterono più portare ovini, bovini e caprini sui pascoli d'alta quota, che furono riservati alla selvaggina.
Nasce ufficialmente, nel 1856, la Riserva Reale di Caccia del Gran Paradiso, il cui territorio era più ampio dell'attuale parco nazionale; infatti comprendeva anche alcuni comuni valdostani (Champorcher, Champdepraz, Fénis, Valgrisenche e Brissogne) che in seguito non furono inseriti entro i confini dell'area protetta. I valligiani, dopo i primi malumori, cedettero volentieri i loro diritti al sovrano, comprendendo che la presenza dei sovrani in quelle valli avrebbe portato benessere per la popolazione locale. Re Vittorio promise che avrebbe fatto "trottare i quattrini sui sentieri del Gran Paradiso".
Fu istituito un corpo di vigilanza composto di circa cinquanta addetti denominati Reali Cacciatori Guardie, furono restaurate chiese, argini e case comunali, costruiti casotti per i guardaparco e case di caccia più grandi utilizzando manovalanza locale. Tuttavia, l'opera più importante che cambiò il volto delle valli valdostane e canavesane fu la fittissima rete di mulattiere selciate fatte costruire per collegare i paesi con le case di caccia, coprendo una distanza di oltre 300 km. Queste strade furono progettate per permettere al re ed al suo seguito di spostarsi comodamente a cavallo all'interno della riserva. La maggior parte di esse è ancor oggi percorribile. Superano dei ripidi versanti con innumerevoli, ampissimi tornanti mantenendo sempre una lieve e costante pendenza. Si snodano in buona parte oltre i duemila metri ed in taluni casi superano i tremila (Col du Loson 3296 m e Colle della Porta 3002 m). I punti più impervi sono stati superati scavando il tracciato nella roccia. La carreggiata è lastricata di pietre, sostenuta da muri a secco costruiti con notevole perizia e presenta una larghezza variabile da un metro ad un metro e mezzo.
Il tratto meglio conservato si trova in Valle Orco; dal Colle del Nivolet, dopo un primo tratto a mezza costa, la mulattiera reale scavalca i colli della Terra e della Porta, tocca la casa di caccia del Gran Piano (recuperata di recente come rifugio) per poi scendere al paese di Noasca.

### Le battute di caccia del re

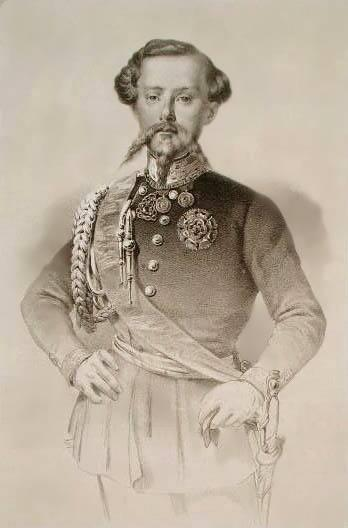
Vittorio Emanuele II in una litografia di F. Perrin.

Re Vittorio si recava nella riserva del Gran Paradiso di solito nel mese di agosto e vi si fermava da due a quattro settimane. I giornali e le pubblicazioni dell'epoca erano esaltate per il carattere bonario del re, che conversa e discute con grande affabilità, in lingua piemontese, con la popolazione locale e lo descrivono come un baldo cavaliere ed un fucile infallibile. In realtà le campagne di caccia erano organizzate in modo che il re potesse fare il tiro a segno sulle prede stando comodamente ad aspettare in una delle poste di avvistamento costruite lungo i sentieri.
Il seguito del re era composto da circa 250 uomini, ingaggiati tra gli abitanti delle valli, che svolgevano le mansioni di battitori e portatori. Per questi ultimi, la caccia cominciava già nella notte. Si recavano nei luoghi frequentati dalla selvaggina, formavano un enorme cerchio attorno agli animali e poi con urla e spari li spaventavano in modo da spingerli verso la conca dove il re era in attesa dietro una vedetta semicircolare di pietre. Soltanto il sovrano poteva sparare agli ungulati; alle sue spalle stava il "grand veneur" che aveva l'ordine di dare il colpo di grazia agli esemplari feriti o sfuggiti al tiro del re. Oggetto della caccia erano i maschi di stambecco e camoscio adulti. Ne venivano abbattuti diverse decine al giorno. La scelta di risparmiare le femmine ed i cuccioli favorì l'aumento del numero degli ungulati e le cacce reali divennero di anno in anno più abbondanti.
Il giorno dopo la caccia, il re ed il suo seguito si trasferivano alla successiva casa di caccia. La domenica era di riposo per i battitori e, dai paesi, qualche prete saliva a celebrare la messa all'aperto. Il percorso maggiormente battuto dal re durante i suoi tours del Gran Paradiso era il seguente: partiva da Champorcher, valicava la Fenêtre de Champorcher (2828 m), scendeva a Cogne, raggiungeva Valsavarenche passando dal Col du Loson (3296 m), saliva al Colle del Nivolet (2612 m) e da qui si inoltrava nel territorio canavesano passando sopra Ceresole Reale per poi scendere fino al paese di Noasca (1058 m) lungo il vallone di Ciamosseretto (come dice il nome, ricchissimo di camosci). Le case di caccia maggiormente utilizzate furono quelle di Dondena (2186 m), del Lauson (2584 m, oggi rifugio Vittorio Sella), di Orvieille e del Gran Piano di Noasca (anche quest'ultima recentemente recuperata come rifugio).
Anche i successori di Re Vittorio, Umberto I e Vittorio Emanuele III, intrapresero lunghe campagne venatorie nella riserva. L'ultima caccia reale si svolse nel 1913. Vittorio Emanuele III, più colto e meno affabile con i valligiani del nonno, cambiò orientamento e decise, nel 1919, di cedere allo Stato i territori del Gran Paradiso di sua proprietà con i relativi diritti, indicando come condizione che si prendesse in considerazione l'idea di istituire un parco nazionale per la protezione della flora e della fauna alpina.

### Il parco nazionale

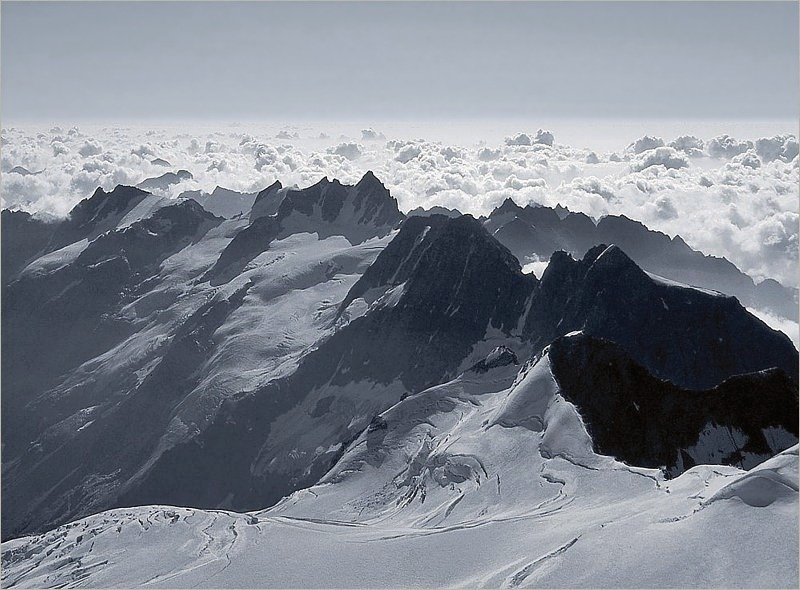
Le vette del Gran Paradiso

Il 3 dicembre 1922 re Vittorio Emanuele III, nei primi giorni del governo Mussolini, firmava il decreto legge che istituiva il Parco Nazionale del Gran Paradiso. L'articolo 1 del decreto sancisce che la finalità del parco è quella di "conservare la fauna e la flora e di preservare le speciali formazioni geologiche, nonché la bellezza del paesaggio". L'articolo 4 sancisce che la gestione è affidata alla Commissione Reale del Parco Nazionale del Gran Paradiso. Seguono una serie di norme: nel perimetro del parco sono vietate la caccia e la pesca, l'accesso con cani, armi ed ordigni che servano a tali scopi, la Commissione può sospendere e regolare il pascolo in alcune località.
Il servizio di vigilanza venne affidato al Corpo Reale delle foreste che reintegrò tutti i guardaparco della vecchia riserva che ne fecero richiesta. Vennero poi gli anni bui del parco.
Nel 1933 fu abolita con regio decreto la Commissione Reale e la gestione del parco passò al ministero (fascista) per l'Agricoltura e Foreste. La sorveglianza, affidata alla Milizia Nazionale Forestale, divenne una sorta di servizio punitivo: venivano mandati dei malfattori o degli antagonistici politici, spesso non abituati alla rigidità della montagna, ad espiare le proprie pene (una specie di "piccola Siberia" italiana). La vigilanza perse d'efficacia, riprese il bracconaggio e a volte fu persino ordinato ai guardaparco di uccidere esemplari di stambecchi e di camosci della miglior specie per farne dono alle autorità militari. Durante la guerra, data l'assoluta scarsità di viveri, il bracconaggio si rese necessario anche per la popolazione locale,con lo scopo di sopravvivere.

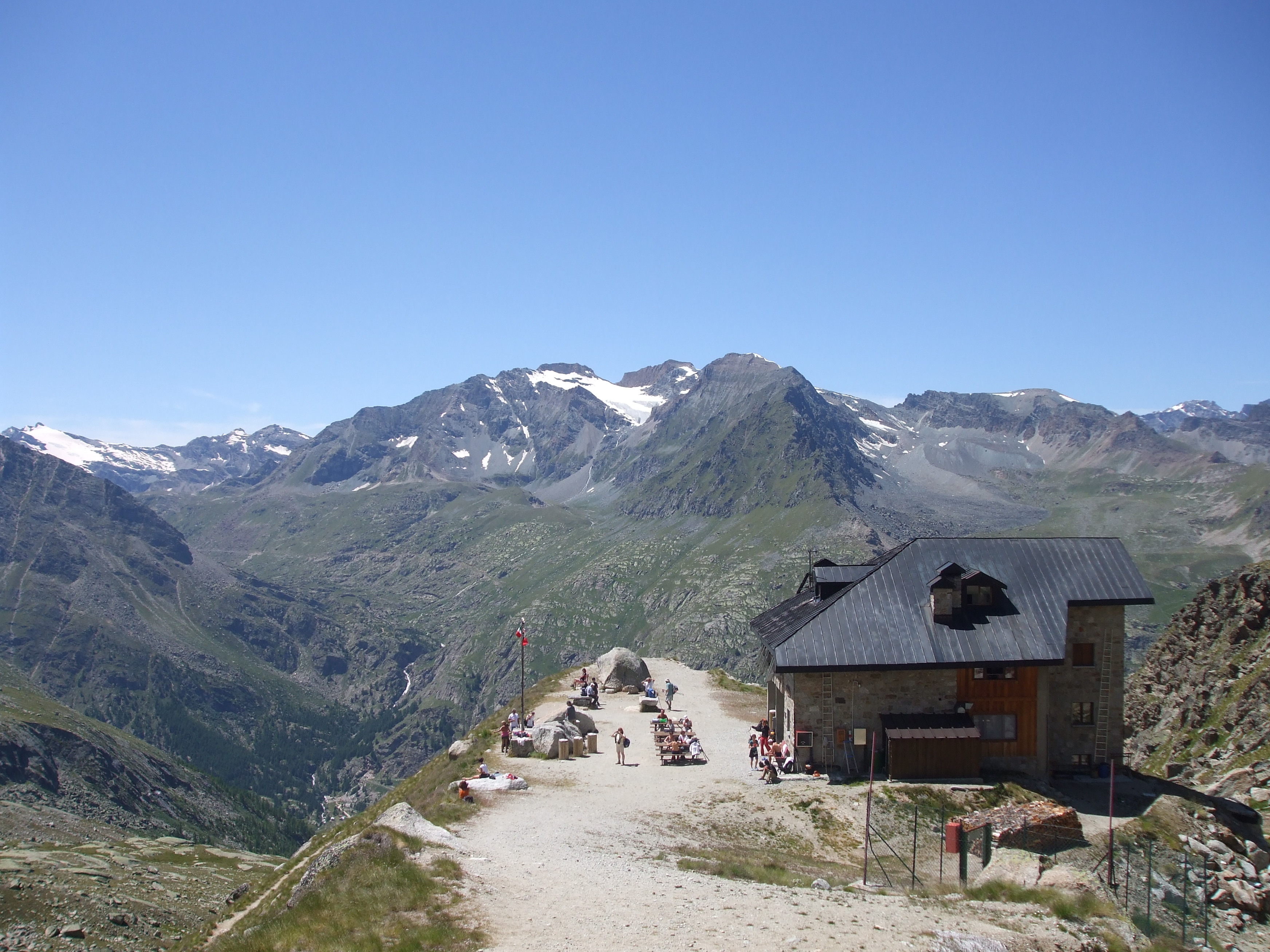
Il rifugio Federico Chabod in Valsavarenche.

Tornata la pace gli stambecchi erano ridotti ad appena 400 capi. Il 5 agosto 1947, con decreto legislativo del Capo provvisorio dello Stato Enrico De Nicola, venne istituito l'Ente Parco Nazionale Gran Paradiso con un consiglio di amministrazione composto da 13 elementi ed un corpo di guardie giurate alle sue dirette dipendenze. Fu nominato direttore soprintendente (lo sarà sino al 1969) il prof. Renzo Videsott che l'anno successivo, nel 1948, vi costituirà nel castello di Sarre la prima associazione ambientalista italiana, la Federazione Nazionale Pro Natura. Terminava così il lungo percorso di passaggio, durato quasi un trentennio, dalla riserva di caccia al parco nazionale.
Negli anni duemila il Parco nazionale è riconosciuto anche come sito di interesse comunitario (cod. SIC/ZPS: IT1201000) e fa parte dell'Important Bird Area "Gran Paradiso" (cod. IBA: IT008). Nel 2006 è stato insignito del Diploma europeo delle aree protette, rinnovato nel 2012 insieme al Parco nazionale della Vanoise.
Nel 2007, il Consiglio direttivo dell'Ente Parco, con deliberazione n. 16 del 27 luglio 2007, ha stabilito una modifica dei confini del parco, dandone comunicazione al Ministero dell'Ambiente e per la Tutela del Territorio e del Mare il 30 ottobre 2007. Per Decreto del Presidente della Repubblica 27 maggio 2009, pubblicato sulla Gazzetta Ufficiale n. 235 del 9 ottobre 2009, il parco è stato quindi riperimetrato, con una riduzione della superficie complessiva totale pari allo 0,07 per cento del territorio. Il Presidente della Repubblica ha comunque ritenuto positivo l'intervento perché la selezione delle aree periferiche da includere nel parco è stata compiuta in base alla loro valenza naturalistica, per esempio sono state cedute aree fortemente antropizzate e incluse aree maggiormente naturali, mentre per il nuovo perimetro del parco è stata data la priorità alla presenza dei confini naturali per permetterne una gestione più razionale del territorio:
Nel 2014 il Gran Paradiso è entrato a far parte della Green List mondiale delle aree protette, istituito dal Consiglio d'Europa. Il Gran Paradiso è unico parco italiano ad aver ottenuto questo riconoscimento. Ciò viene riconfermato nel 2017 e nel 2021.

## Geografia fisica

### Orografia

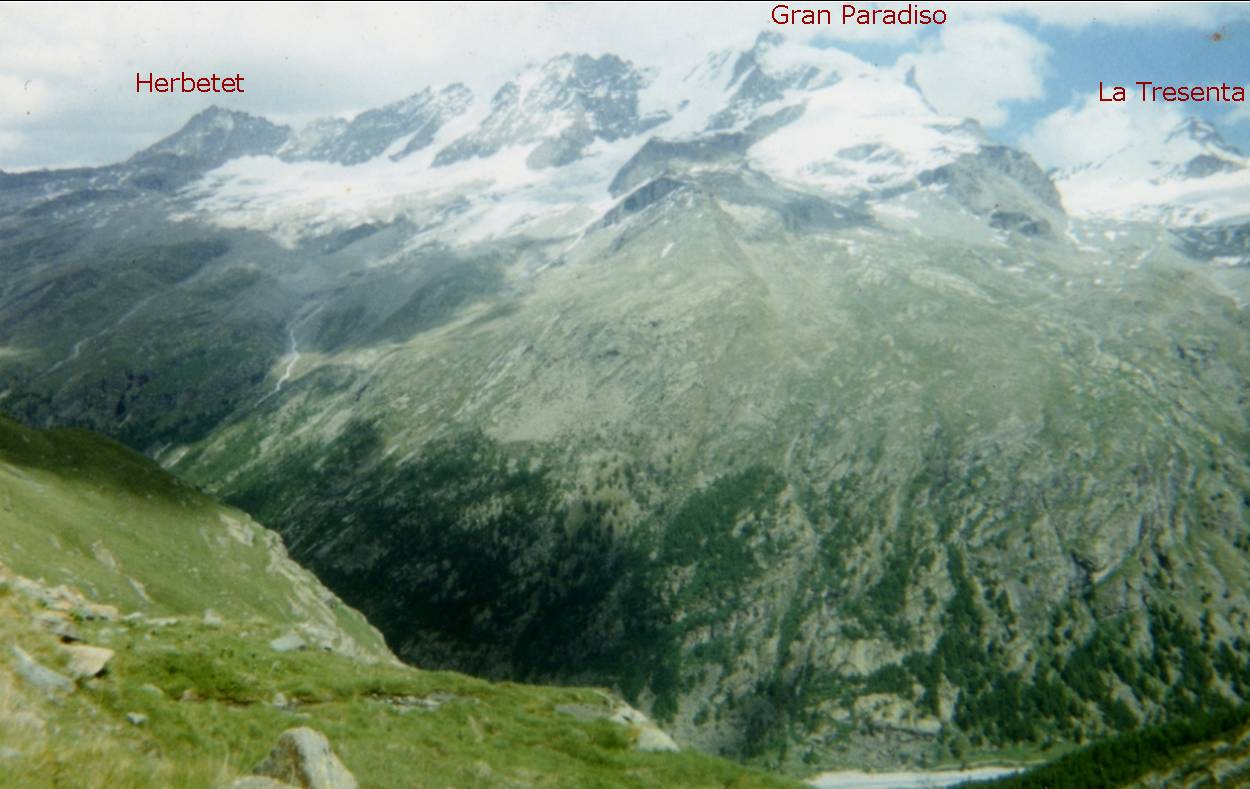
Il massiccio del Gran Paradiso visto dal piano del Nivolet

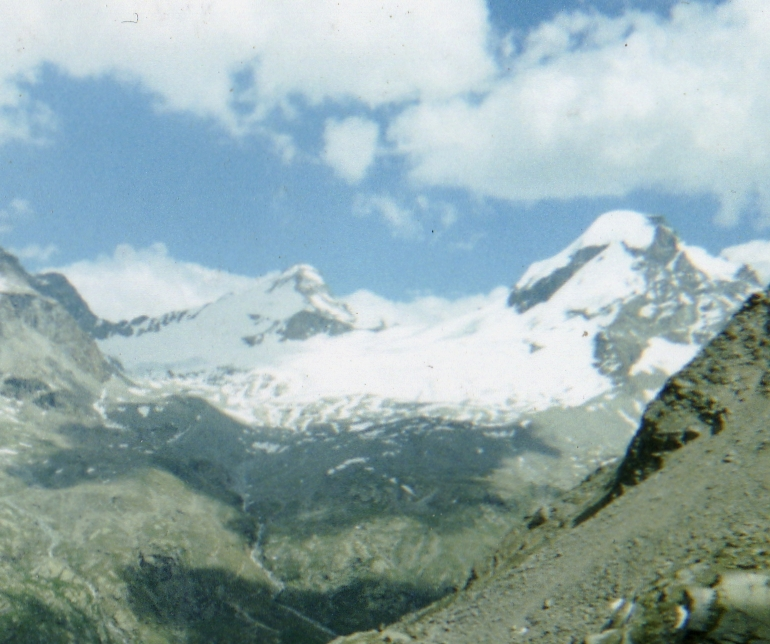
La Tresenta e il Ciarforon

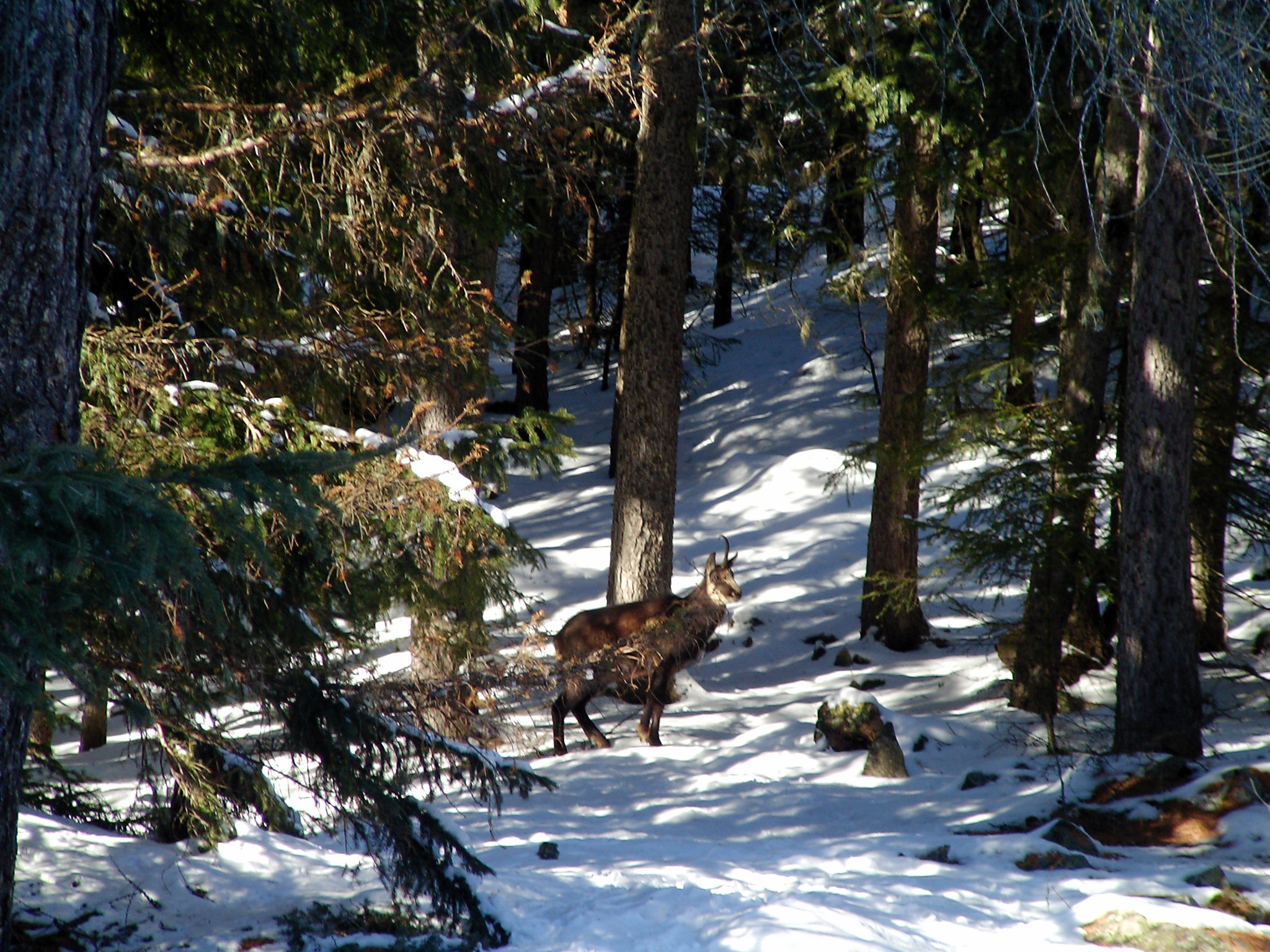
Val di Cogne

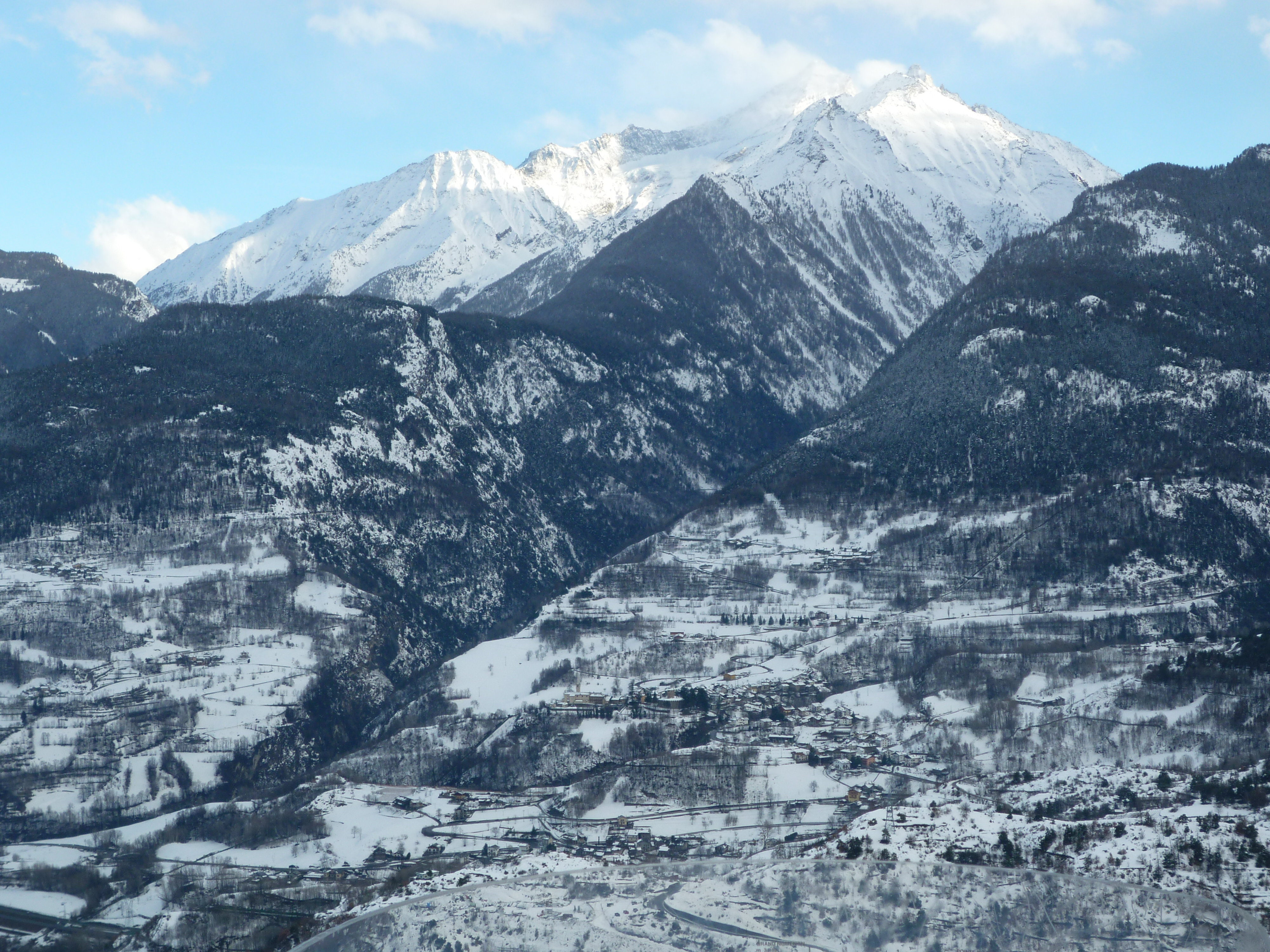
Valsavarenche

Il Gran Paradiso è l'unico massiccio montuoso culminante a oltre 4000 metri interamente in territorio italiano. Il parco è interessato da cinque valli principali: Val di Rhêmes, Val di Cogne, Valsavarenche, Valle dell'Orco e Val Soana; in particolare, ne delimitano approssimativamente i confini la Val di Cogne a nord, la Val di Rhêmes a ovest, Valle Orco a sud e la Val Soana a est. La fascia che va dai tre ai 4000 m è ammantata di 59 candidi ghiacciai, più estesi sul lato valdostano, di cui almeno 29 sono costantemente monitorati dai guardaparco. Si tratta di ghiacciai perenni ma relativamente recenti essendosi formati durante la "piccola glaciazione" del secolo XVII.
Dalla cima più alta (4061 m) parte la dorsale che divide Cogne da Valsavarenche la quale, scendendo verso Aosta, si impenna nelle due vette dell'Herbétet (3778 m) e della Grivola (3969 m). Sul versante piemontese si stagliano verso il cielo il Ciarforon (3642 m), la Tresenta (3609 m), la Becca di Monciair (3544 m). Queste montagne sono facilmente individuabili, da un occhio esperto, anche dalla pianura torinese. Il Ciarforon è una delle vette più singolari delle Alpi: sul versante aostano è ricoperto da un'enorme calotta ghiacciata; dal Piemonte la sua parete sud precipita quasi verticale sulla sottostante vallata e il vicino Ghiacciaio di Noaschetta. 
La Torre del Gran San Pietro (3692 m) e i Becchi della Tribolazione (3360 circa) si trovano nell'alto vallone di Piantonetto; il punto di osservazione privilegiato è il rifugio Pontese al Pian delle Muande di Teleccio. Dalla Punta di Galisia (3346 m), un monte sulla cui sommità si incontrano i confini di Piemonte, Valle d'Aosta e Francia, si stacca in direzione sud-est un crinale fatto di cime frastagliate e appuntite che culminano nell'imponente bastionata rocciosa delle tre Levanne (3600 m circa): sono le dentate e scintillanti vette che ispirarono l'ode "Piemonte" al poeta Giosuè Carducci che nel 1890 ebbe modo di venire da queste parti mentre presiedeva gli esami di maturità a Cuorgnè.
La Granta Parey (3387 m) è la montagna simbolo della Val di Rhêmes: segna il punto più occidentale del parco. Le vette del settore orientale del parco sono più basse; tra di esse spiccano la Punta Lavina (3308 m) e la Rosa dei Banchi (3164 m). Quest'ultima è molto frequentata dagli escursionisti per l'aereo panorama che offre verso la Valle Soana e la Valle di Champorcher.
Le cime del parco nazionale fanno parte ovviamente delle Alpi Graie.

### Geomorfologia
La geomorfologia dell'area è stata modellata dalla espansione dei ghiacciai, che durante le glaciazioni quaternarie ricoprivano tutta l'area, e ancor oggi nelle aree circostanti i ghiacciai sono visibili tipici aspetti di ambiente periglaciale. Nella valle di Ceresole Reale sono presenti delle marmitte dei giganti. Il limite delle nevi perenni è posto a circa 3000 metri d'altitudine.
In Valle Soana, a Piata di Lazin, sono presenti i caratteristici "cerchi di pietra" (patterned groud) modellati dal gelo.

### Valli e comuni
- Valle d'Aosta:

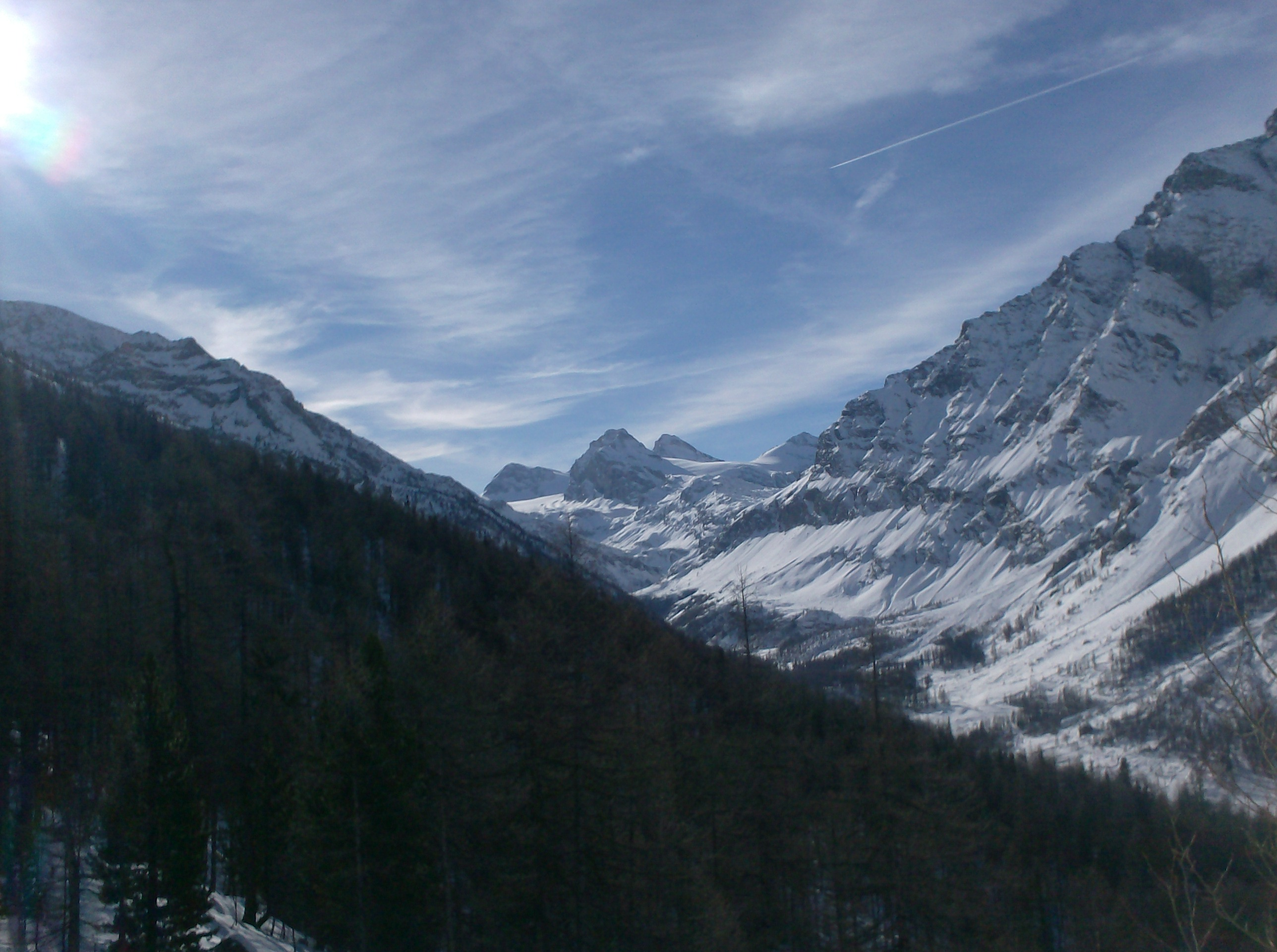
Val di Rhêmes

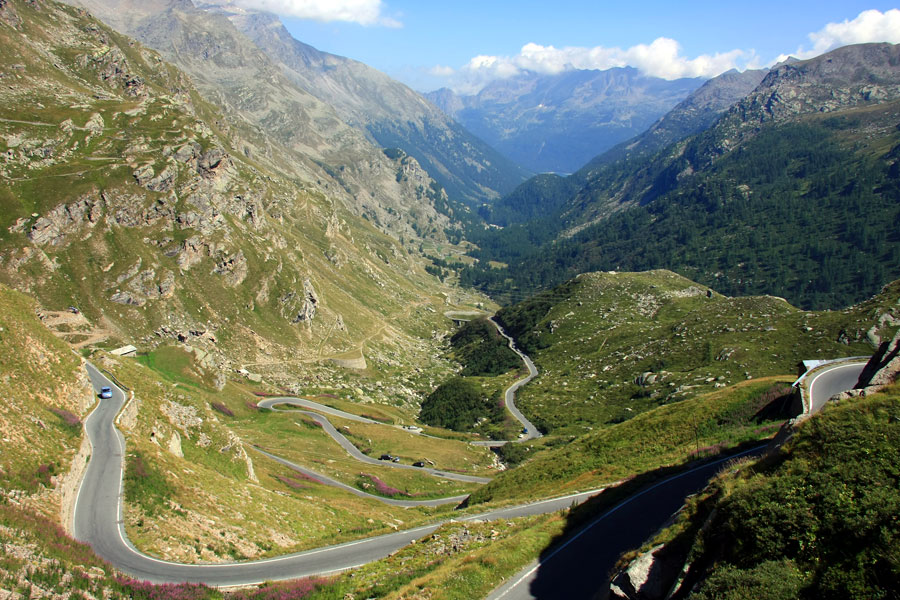
Valle dell'Orco

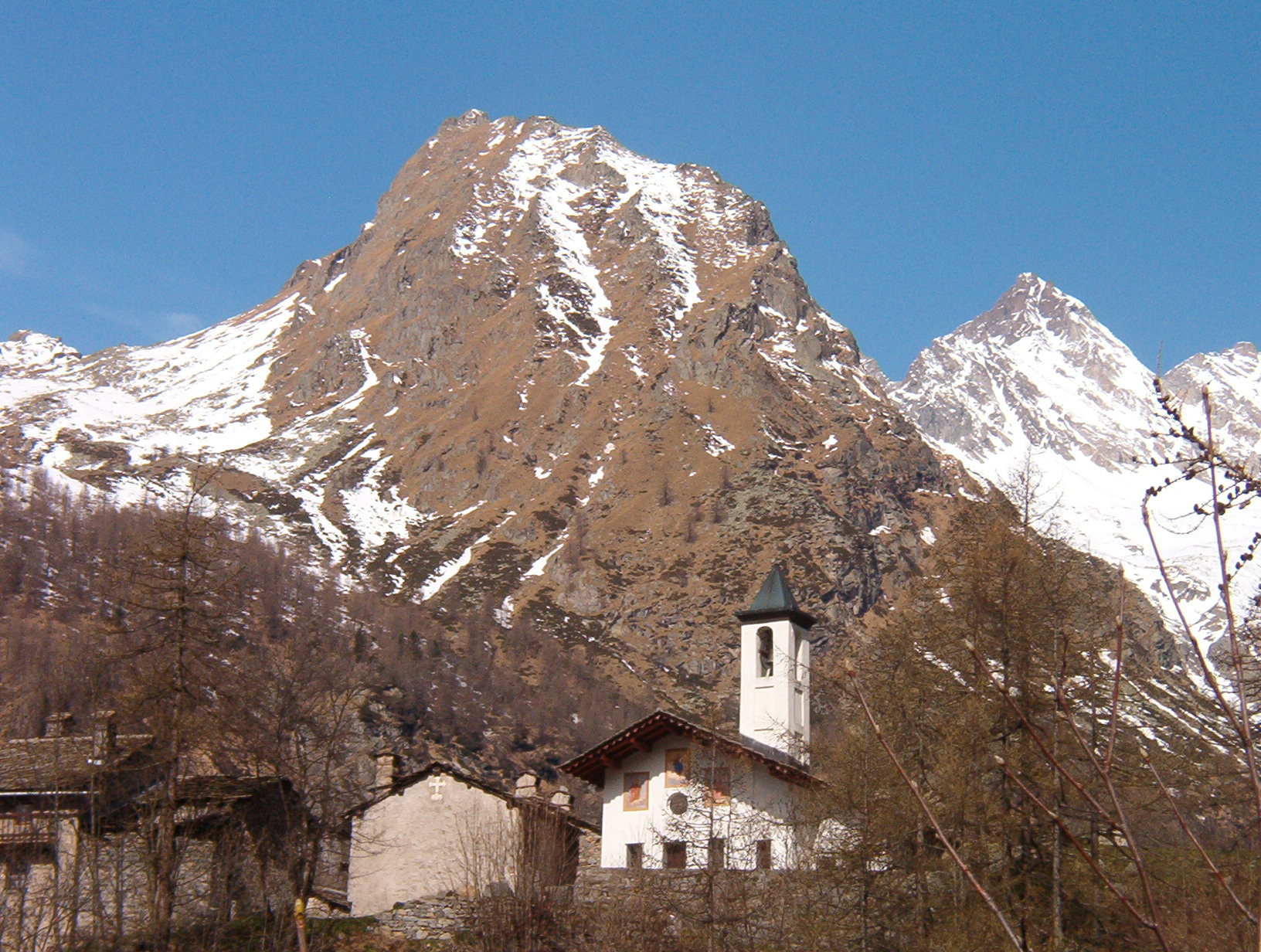
Val Soana

  - Valle di Cogne (versante sinistro orografico): Cogne, Aymavilles
  - Valsavarenche (entrambi i versanti): Valsavarenche, Introd, Villeneuve
  - Val di Rhêmes (versante destro orografico): Rhêmes-Notre-Dame, Rhêmes-Saint-Georges
- Piemonte (Provincia di Torino):
  - Valle dell'Orco (versante sinistro + versante destro sino alla Levanna orientale): Ceresole Reale, Noasca, Locana, Ribordone (solo la parte alta del vallone)
  - Val Soana (valloni di Forzo, Campiglia e settore destro del vallone di Piamprato): Valprato Soana, Ronco Canavese

### Idrografia

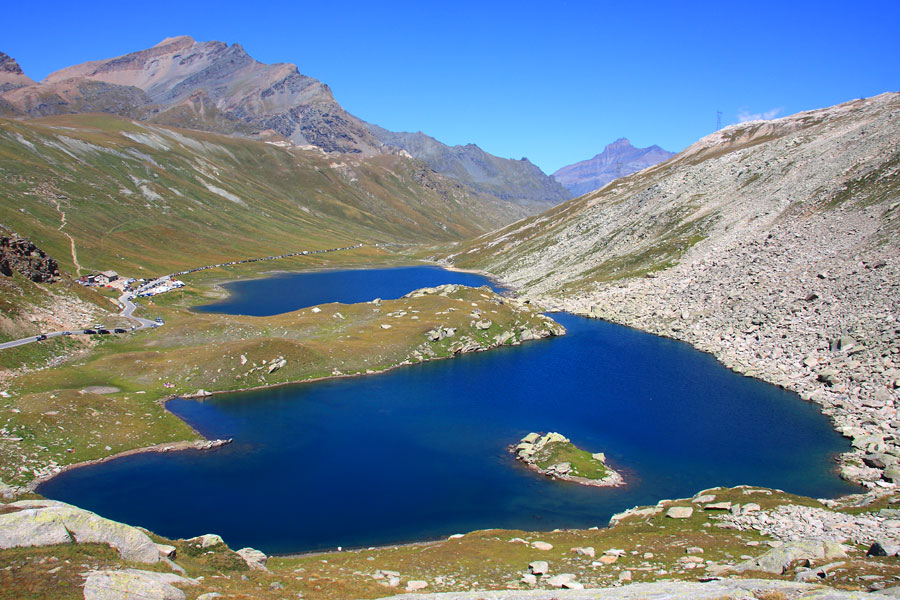
Laghi del Nivolet, è ben evidente la tipica conformazione di valle a U modellata da una precedente espansione glaciale

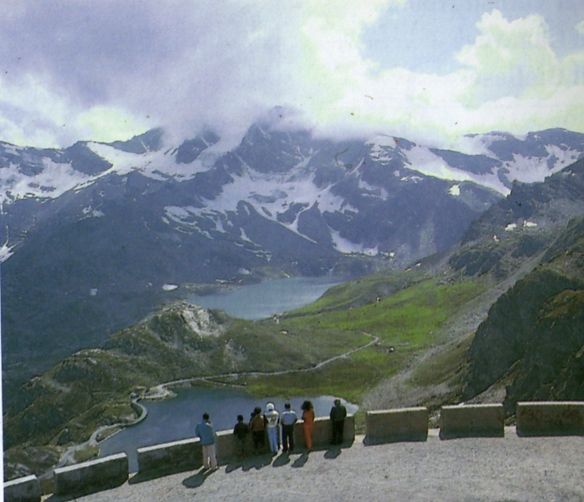
I laghi artificiali Agnel e Serrù visti dal colle del Nivolet

Il territorio del parco ricade a sud nel bacino idrografico dell'Orco e a nord in quello della Dora Baltea.
- I laghi più grandi e suggestivi del parco si trovano nella zona circostante il Colle del Nivolet. Dai due Laghi del Nivolet, antistanti il rifugio Savoia nell'omonimo pianoro, nasce il torrente Savara che, dopo aver percorso la valle cui dà il nome (Valsavarenche), confluisce nella Dora Baltea nei pressi di Aosta. Superato il gradino erboso che sta sopra il rifugio ci addentriamo nei piani di Rosset dove scorgiamo i laghi naturali più spettacolari dell'intera area protetta: il Lago Leità dalla particolare forma allungata e il Lago Rosset con il suo caratteristico isolotto. Questi ultimi costituiscono la sorgente del torrente Orco che scorre verso il Piemonte e sfocia nel Po vicino a Chivasso. Poco distante dai piani di Rosset vi sono i Lacs des trois becs (tre grandi e due piccoli) e proseguendo ancora un po' il Lago Nero (o Lago Leynir). La "regione dei grandi laghi" è il cuore del parco nazionale: dalle sponde di questi specchi d'acqua il colpo d'occhio spazia su tutte le principali vette del Gran Paradiso e delle Levanne.
- In Val di Rhêmes troviamo il piacevole Lago Pellaud: è ubicato all'interno di un bel lariceto ad una quota relativamente bassa (1811 m).
- In Val di Cogne vi sono due interessanti laghetti: il Lago Lauson (Valnontey) ed il Lago Loie (2356 m, vallone di Bardoney).
- Sul versante indritto della Valle Orco, lungo il tracciato della mulattiera reale, poco sotto il Colle della Terra, tra le morene troviamo il Lago Lillet. Data l'altitudine (2765 m) questo lago, tranne che per un breve periodo estivo, rimane sempre gelato. Nei suoi paraggi si possono incontrare, nella stagione propizia, branchi di stambecche, cuccioli e caprettini di pochi mesi. Il Lago Lillet è raggiunto anche da un ripido sentiero che sale dalla borgata Mua di Ceresole.
- Uno degli angoli meno conosciuti del parco è il Lago di Dres (2073 m). Si trova sul versante inverso della Valle Orco, quasi all'estremo confine meridionale del PNGP. È uno dei pochi punti del lato piemontese dove si può scorgere la vetta ed il ghiacciaio del Gran Paradiso far capolino oltre le alte cime canavesane.
- Nel Vallone di Forzo, in Val Soana, è situato il Lago Lasin (2104 m); al centro di una conca selvaggia è caratteristico per la grossa isola che occupa la parte nord-orientale dello specchio d'acqua.
- È interessante ricordare che la città di Torino dipende, per l'approvvigionamento idroelettrico, dai paesi canavesani di Ceresole Reale e Locana. In Valle Orco ci sono ben sei invasi artificiali gestiti da Iride S.p.A.: tre si trovano lungo la strada che conduce al Colle del Nivolet (Lago di Ceresole, Lago Serrù, Lago Agnel), altri tre nei valloni laterali del versante solatìo (Piantonetto, Valsoera, Eugio).

#### Cascate

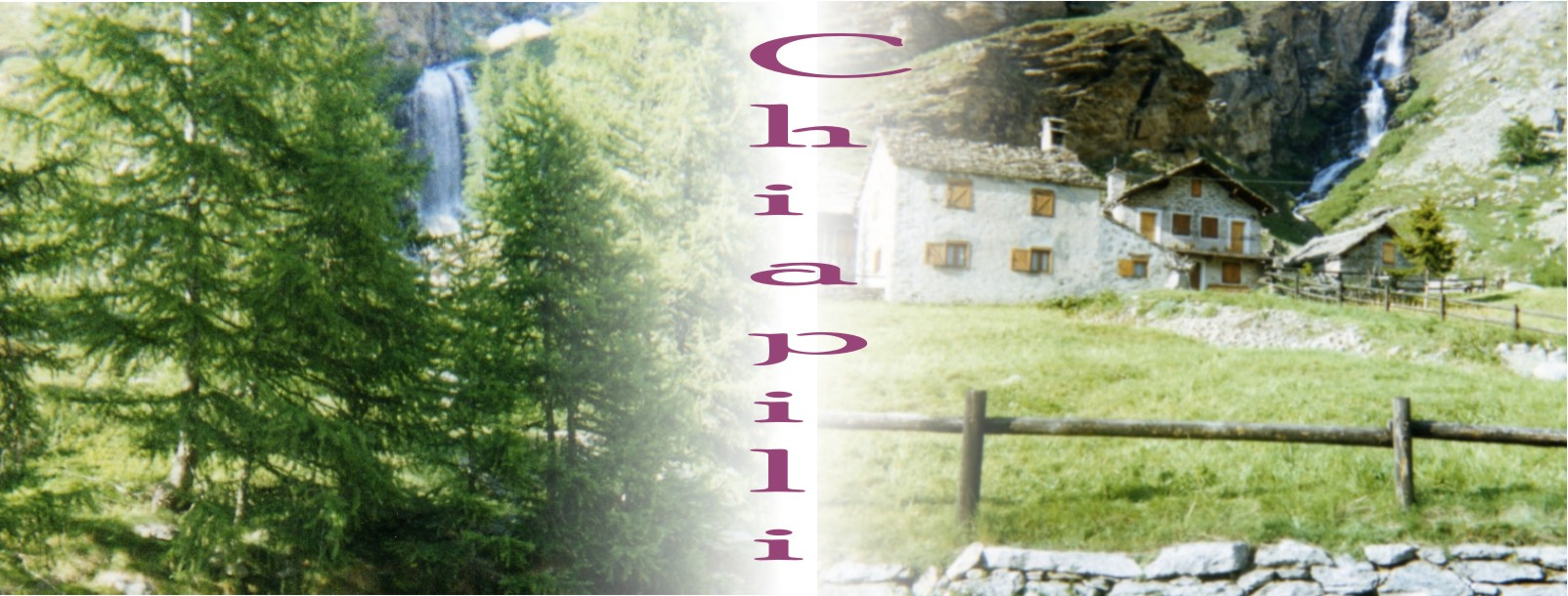
Le cascate della borgata Chiapili di Sopra (Ceresole Reale)

Data la forte acclività che caratterizza i valloni del Gran Paradiso va da sé che i torrenti che li solcano originino lungo il loro impetuoso fluire numerose cascate che ingentiliscono l'aspro paesaggio del parco. Le più spettacolari sono quelle di Lillaz, frazione di Cogne. Anche sul versante piemontese vi sono alcune pittoresche cascate facilmente osservabili dai turisti: quella sovrastante l'abitato di Noasca oppure quella formata dal torrente di Nel all'altezza della borgata Chiapili di sotto. Nei pressi delle baite di Chiapili di sopra, la borgata più alta di Ceresole Reale, altre due fragorose cascate fanno bella mostra di sé.

## Ambiente
Come previsto dalla Legge quadro sulle aree protette, il territorio del parco è suddiviso secondo diversi gradi di protezione:
- riserva integrale,
- riserve generali orientate,
- aree di protezione,
- aree di promozione economica e sociale.

### Flora

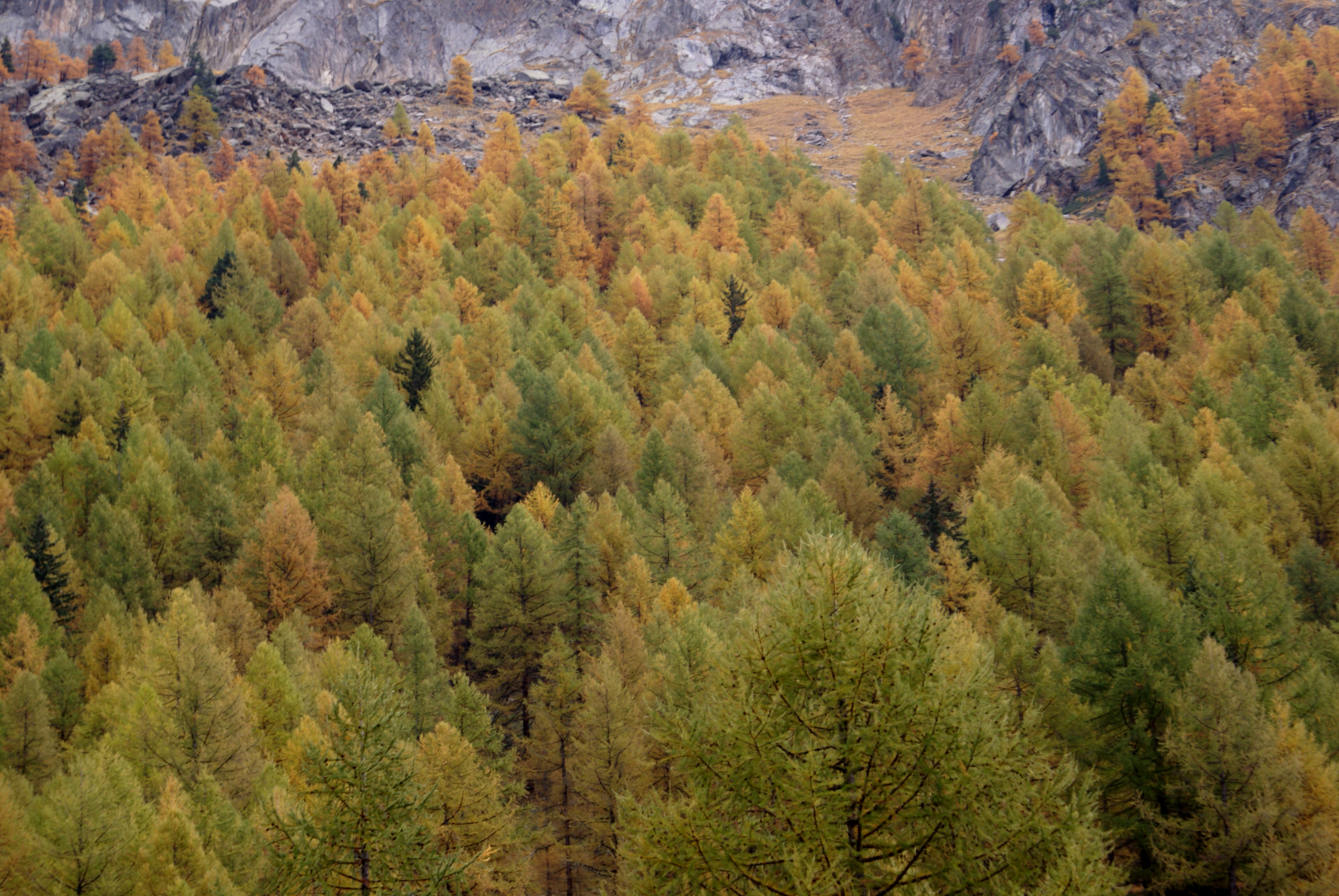
Colori autunnali nel Parco

Nella parte più bassa del parco, come livello altimetrico, sono presenti boschi di larici, praterie, boschi di latifoglie composti da pioppo tremulo, nocciolo, ciliegio selvatico, acero montano, quercia, castagno, frassino, betulla, sorbo degli uccellatori. Le faggete, in una fascia tra gli 800 e i 1200 m, si trovano soltanto sul versante piemontese tra Noasca, Campiglia e Locana. Tra i 1500 e i 2000 m vi sono le foreste di aghifoglie. Il pino cembro è largamente diffuso in Val di Rhemês mentre l'abete bianco si trova solo in Val di Cogne presso Vieyes, Sylvenoire e Chevril. In tutte le valli troviamo il sempreverde abete rosso ed il larice. Quest'ultimo è l'unica conifera d'Europa che perde gli aghi nel periodo invernale. I boschi di larice sono molto luminosi e permettono lo sviluppo di un folto sottobosco composto da rododendri, mirtilli, lamponi, gerani dei boschi, fragole di bosco.
In generale, peccete, lariceti e pinete coprono circa il 6% del territorio del parco.
Impossibile elencare la sterminata varietà di fiori che da marzo ad agosto ravvivano con i loro colori i diversi ambienti del parco. Ci limiteremo ad alcuni esempi. Il giglio martagone tipico del bosco, e il giglio di San Giovanni che sboccia nei prati, fioriscono all'inizio dell'estate. Il velenosissimo aconito si trova lungo i corsi d'acqua. Tra la fascia più alta dei boschi e i 2200 m vi sono distese di rododendri con i loro caratteristici fiori a campanula color ciclamino.
Oltre i 2500 m tra le rocce trovano il loro habitat la sassifraga, l'androsace alpina, l'artemisia, il cerastio e il ranuncolo dei ghiacci. Anche la stella alpina e il genepì si trovano a queste altezze ma sono rarissimi. Le torbiere e le zone umide sono colonizzate dall'erioforo i cui candidi batuffoli preannunciano la fine dell'estate.

### Fauna

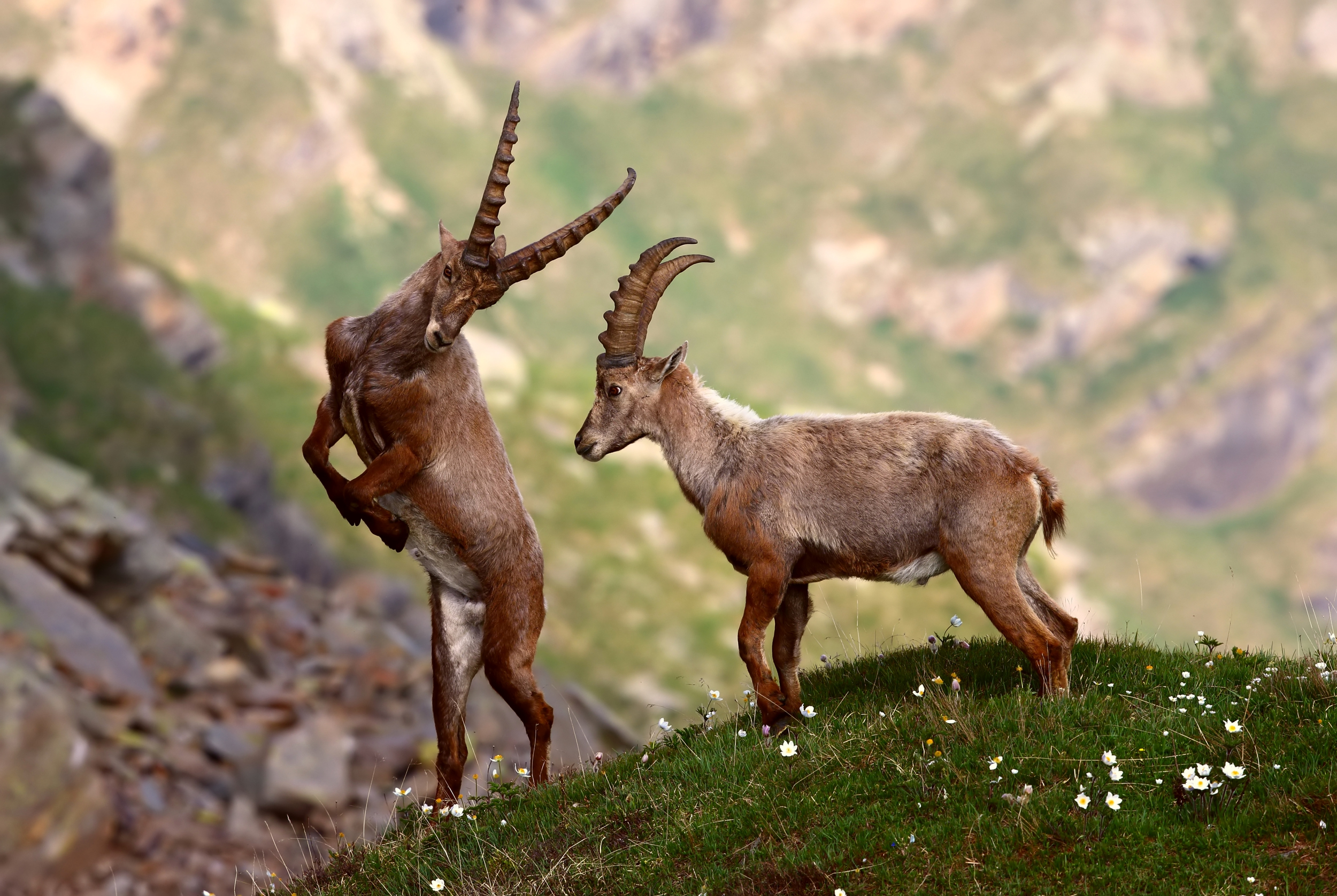
Due esemplari di stambecco.

L'animale simbolo del parco è lo stambecco presente in circa 2700 unità (censimento di settembre 2011). Il maschio adulto può pesare dai 90 ai 120 kg mentre le corna possono arrivare anche a 100 cm. La femmina, più piccola, ha delle corna più lisce lunghe appena 30 cm. I branchi sono composti da soli maschi oppure da femmine e cuccioli. I maschi anziani vivono isolati. Il periodo degli amori coincide con i mesi di novembre e dicembre; in questo periodo gli stambecchi maschi che hanno raggiunto la piena maturità sessuale si battono tra di loro squarciando il silenzio dei valloni con l'inconfondibile rumore delle cornate udibile anche dal fondovalle. La femmina rimane fertile per pochi giorni. La gravidanza dura sei mesi. A primavera inoltrata, la stambecca si ritira su qualche cengia isolata dove darà alla luce (maggio, giugno) un piccolo, talvolta due. Lo stambecco ha un carattere mite ed imperturbabile e si lascia facilmente osservare dall'uomo.

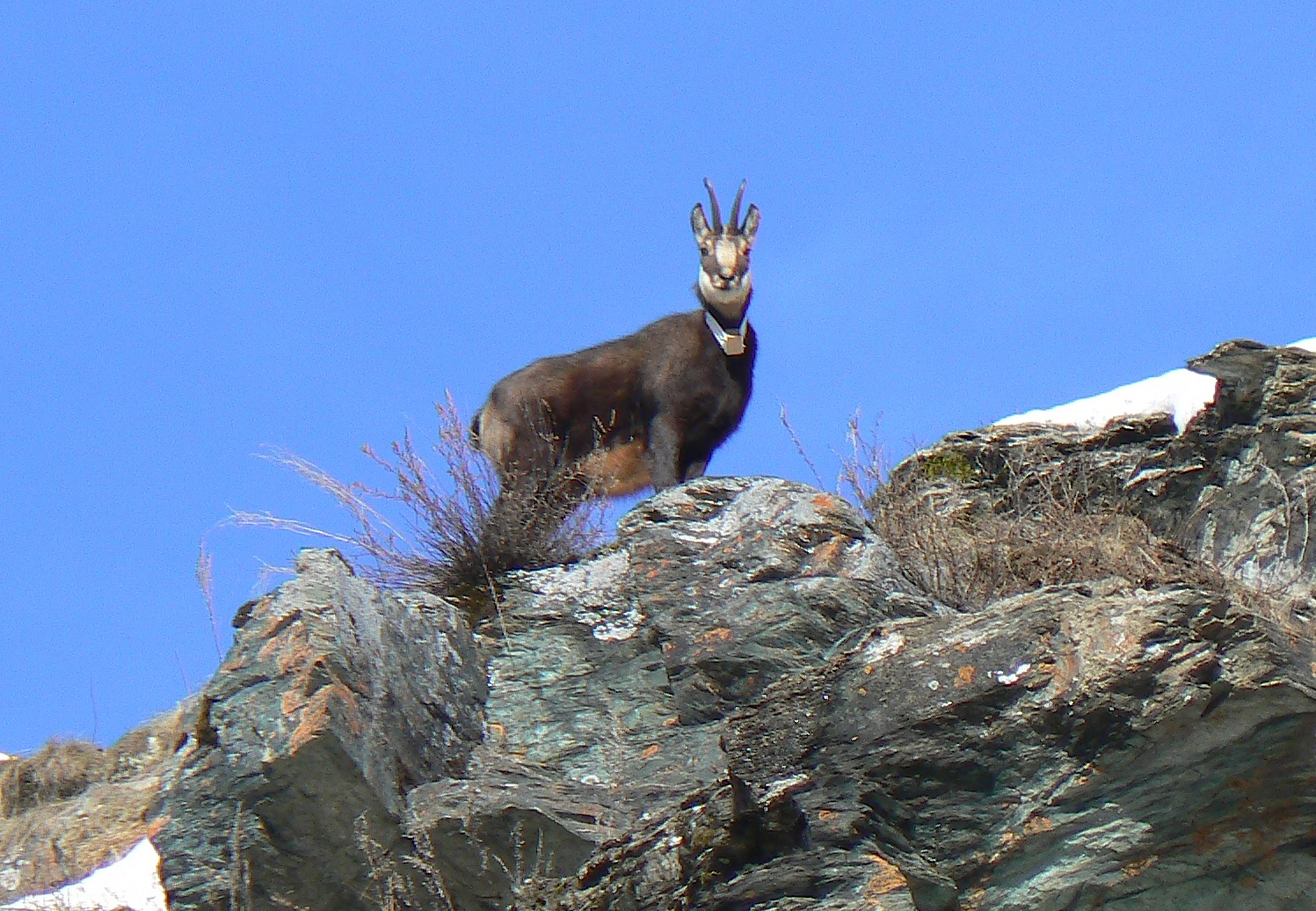
Camoscio con radiocollare nei pressi di Tignet, in Valsavarenche.

Il camoscio, invece, è diffidente, elegante nei suoi balzi, veloce e scattante. Di dimensioni minori (massimo 45–50 kg), se ne contano oltre 8000 esemplari. Le sue corna, non imponenti come quelle dello stambecco, sono sottili e leggermente uncinate. Questo ungulato non è più in pericolo di estinzione in quanto l'assoluta mancanza di predatori naturali ne ha favorito la crescita numerica e l'eccessiva colonizzazione del territorio (durante l'inverno scendono a valle danneggiando il sottobosco, attraversano le strade asfaltate, arrivano a cercare il cibo a pochi metri dalle case) tanto da rendere necessarie, a volte, delle azioni di caccia selettiva per ridurne il numero.
Il parco, in passato, non era un ecosistema equilibrato e completo. I predatori naturali erano del tutto assenti: l'orso e il lupo estinti da secoli, gli altri erano perseguitati ai tempi della riserva. Il compito delle Reali Cacciatori Guardie era quello di proteggere la selvaggina non solo dai bracconieri ma anche dagli animali ritenuti nocivi e il re ricompensava con laute mance l'abbattimento di una lince, di un gipeto, di una volpe o di un'aquila. Si giunse così, all'incirca nel 1912-13, all'estinzione della lince europea e del gipeto.

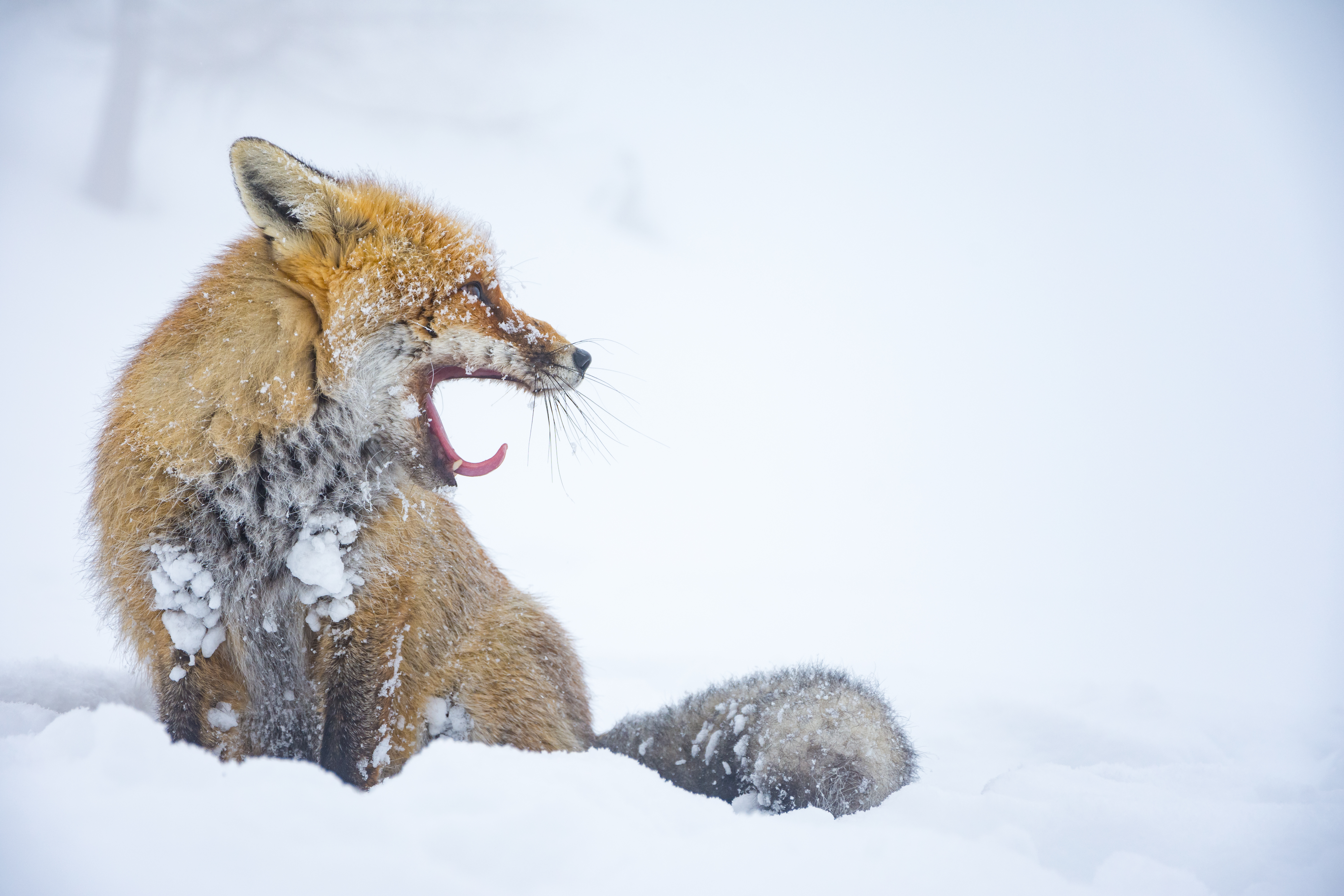
Una volpe all'interno del parco

Oggi, grazie a sorveglianza e attività di conservazione, si contano 27 coppie di aquila reale (censimento 2013), raggiungendo una delle densità maggiori di coppie di aquile reali sulle Alpi mentre molto presente resta la volpe. Circa trent'anni or sono si sperimentarono le tecniche per la reintroduzione della lince. Inoltre, è stato anche reintrodotto il gipeto, che ora può contare di circa 7 individui. Dal 2011 il gipeto ha iniziato a nidificare di nuovo nel Parco, anche se senza successo nel primo anno. Nel 2012 la nidificazione si è ripetuta per due coppie ed è andata a buon fine in entrambi i casi, coll'allevamento di un giovane per ciascun nido. Il lupo, in aumento in Italia, risalendo l'Appennino, è tornato a farsi vedere nel Parco negli ultimi anni e conta oggi 6-7 esemplari, si tratta di un branco familiare di 5-6 esemplari tra la Valsavarenche, la Val di Rhêmes e la Valgrisenche ed un lupo solitario in Val di Cogne. Nel 2017 è stata accertata la formazione di un branco in Valsavarenche, con sei cuccioli.

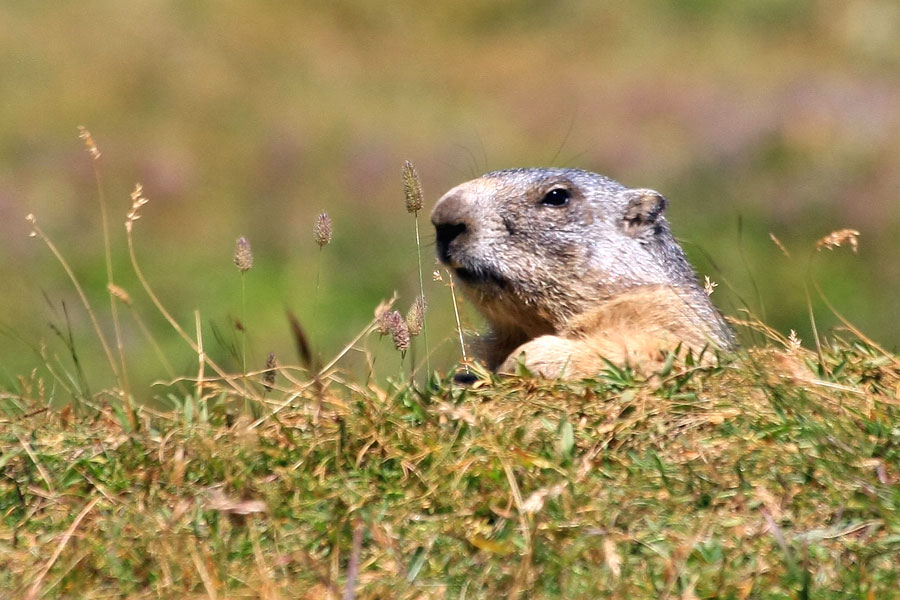
Marmotta che si sporge dalla tana

Un altro mammifero molto diffuso nel parco è la marmotta (se ne contano circa 6000 unità). Vive in tane sotterranee con diversi cunicoli come vie d'uscita. Predilige le praterie e le aree pianeggianti, in particolare nella Val di Rhêmes e nella Valsavarenche. È un roditore e ai primi freddi cade in un profondo letargo che dura quasi sei mesi. Inconfondibile il suo verso: un fischio che la marmotta "sentinella" emette, drizzandosi in verticale, quando avvista un pericolo o un animale estraneo al suo ambiente seguito dal repentino fuggi fuggi degli altri componenti del branco.
Fanno parte della fauna del Gran Paradiso anche numerose specie di volatili: poiane, picchi, cince, pernici bianche, gracchi, sparvieri, astori, allocchi, civette.
Nei laghi e nei torrenti nuotano due specie di trote: una autoctona, la trota fario, l'altra alloctona, il salmerino di fontana, quest'ultimo introdotto negli anni sessanta a scopo turistico con il beneplacito di alcuni scienziati dell'epoca, e in corso di eradicazione dai laghetti d'alta quota grazie al "Progetto Life+ Bioaquae".

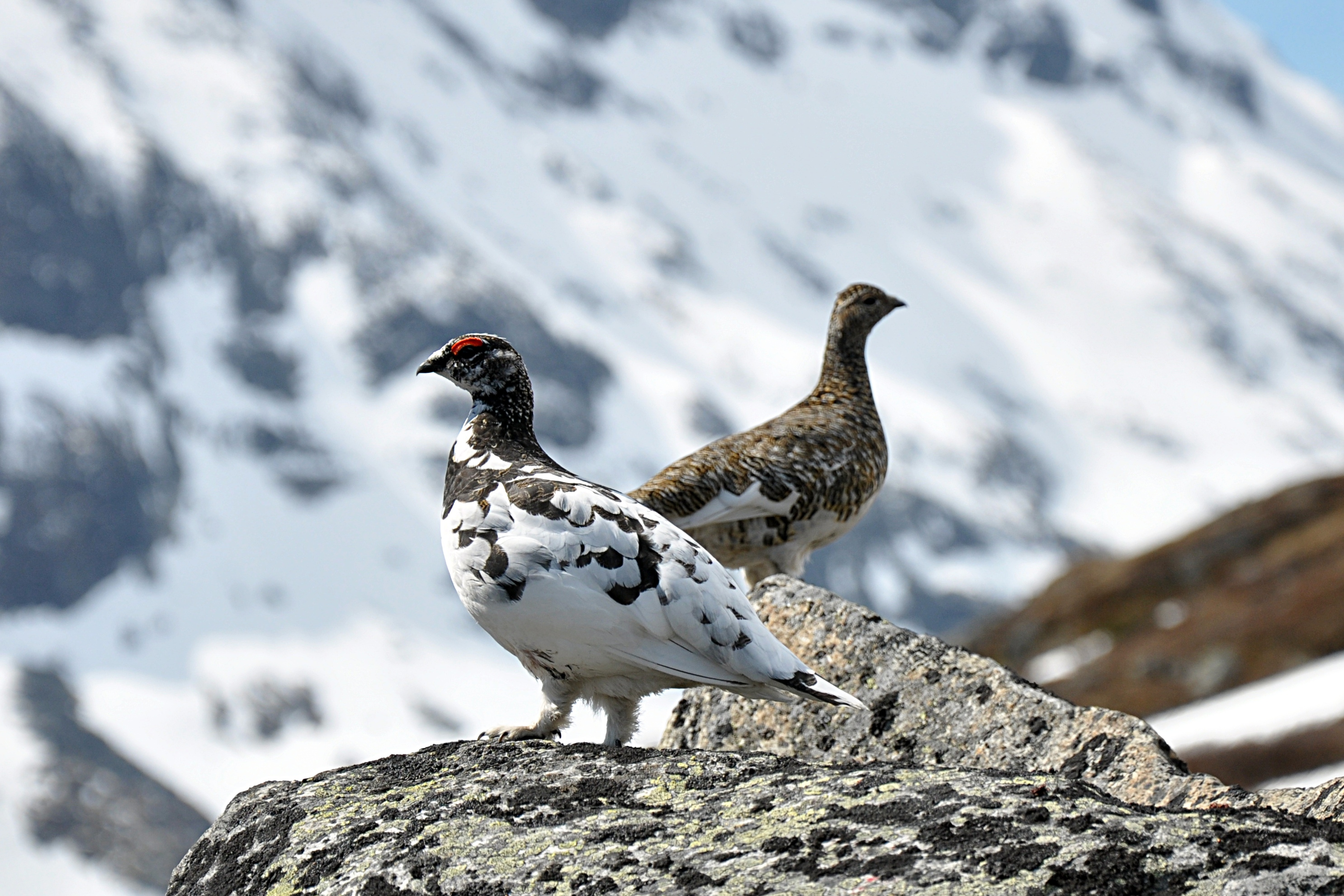
Pernice bianca

In 4 piccoli laghi alpini: il lago del Nivolet Superiore, di Trebecchi Inferiore, di Trebecchi Superiore e quello di Lillet è stata riscontrata la presenza di un piccolo crostaceo, la Daphnia middendondorffiana. Sono tutti laghi ubicati ad una quota superiore a 2500 m s.l.m. e senza fauna ittica e questa daphnia è una specie che normalmente ha come habitat le acque dolci degli ecosistemi artici.
Tra i rettili ricordiamo la vipera comune (Vipera aspis, tipica delle zone asciutte, e tra gli anfibi la salamandre Salamandra salamandra). Nei boschi di aghifoglie capita talvolta di rinvenire dei mucchi di aghi di conifere alti anche mezzo metro: sono i nidi della Formica rufa.

## Turismo

### Punti di interesse
Di particolare interesse sono gli habitat considerati prioritari dalla Direttiva Habitat: i pavimenti calcarei, le foreste di Pinus uncinata, le paludi basso calcaree con formazioni pioniere alpine di Caricion bicoloris-atrofuscae, le formazioni erbose secche su substrato calcareo (Festuco-Brometalia), le torbiere alte attive, le torbiere boscose.
In particolare, all'interno del parco si trovano alcuni biotopi di particolare interesse comunitario, proposti come siti di interesse comunitario Natura 2000:
- Prascondù (cod. IT1110046)
- Vallone Azaria - Barmaion - Torre Lavina (cod. pSIC: IT1110059)
- Vallone del Carro, Piani del Nivolet, Col Rosset (cod. pSIC: IT1110060)

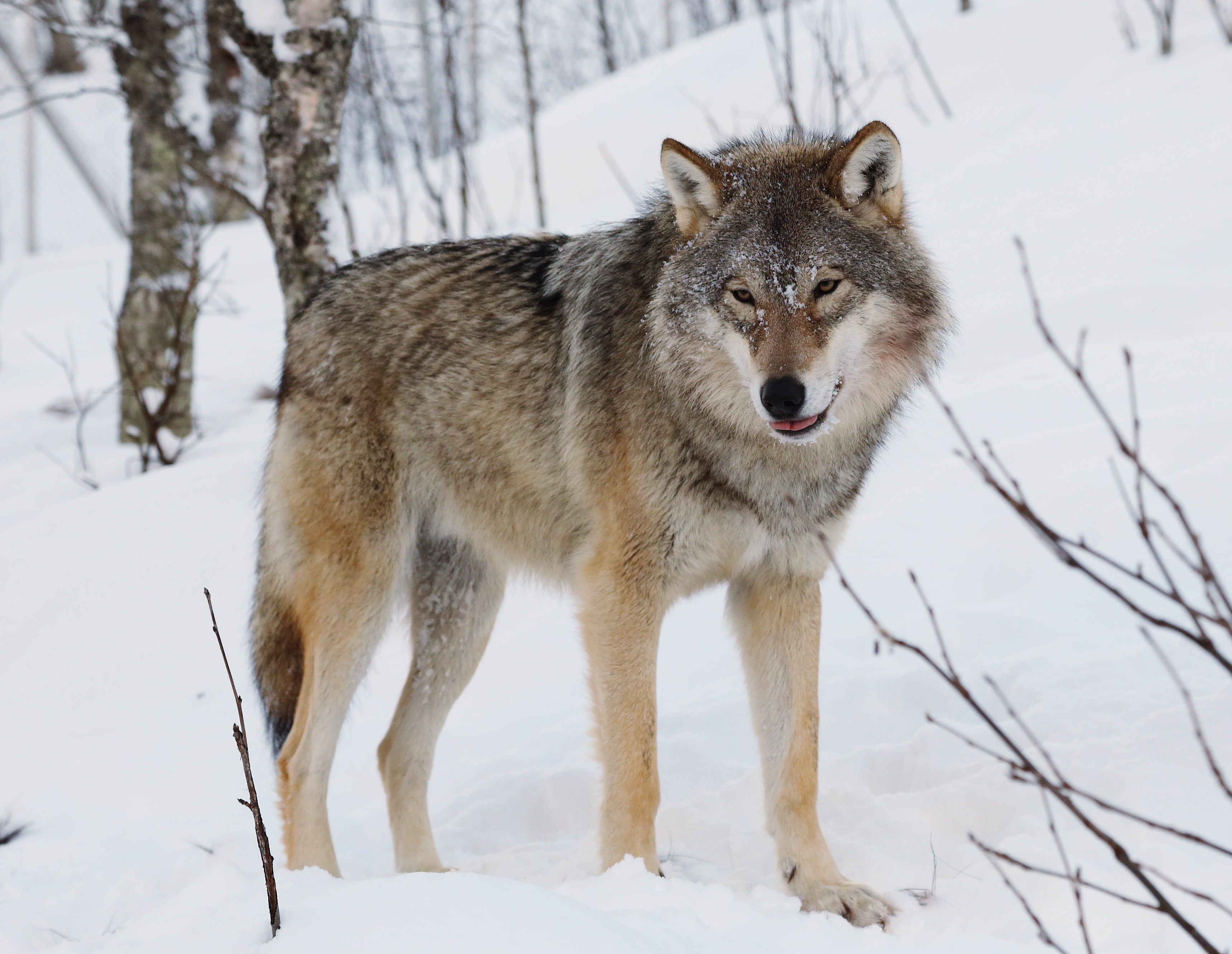
Lupo

- LupoAmbienti calcarei d'alta quota della Valle di Rhêmes (cod. pSIC: IT1201010)
- Bosco del Parriod (cod. pSIC: IT1201020)
- Eaux Rousses, lago Djouan, Colle Entrelor (cod. pSIC: IT1201030)
- Valloni a sud de La Grivola (cod. pSIC: IT1201040)
- Bosco di Sylvenoire - Arpissonet (cod. pSIC: IT1201050)
- Vetta Gran Paradiso - Money (cod. pSIC: IT1201060)
- Torbiera alpina di Pra Suppiaz (cod. pSIC: IT1201070)

### Centri visitatori
I Centri visitatori del parco sono dei punti informativi monotematici (il gipeto, lo stambecco, il camoscio, la geologia, i predatori, i mestieri) distribuiti sul territorio dei vari comuni del parco e presenti in ogni valle. Sono gestiti dall'Ente Parco, in particolare in territorio valdostano sono gestiti in collaborazione con Fondation Grand-Paradis.
I centri visitatori sono:
- Homo et Ibex a Ceresole Reale
- Le forme del paesaggio a Noasca

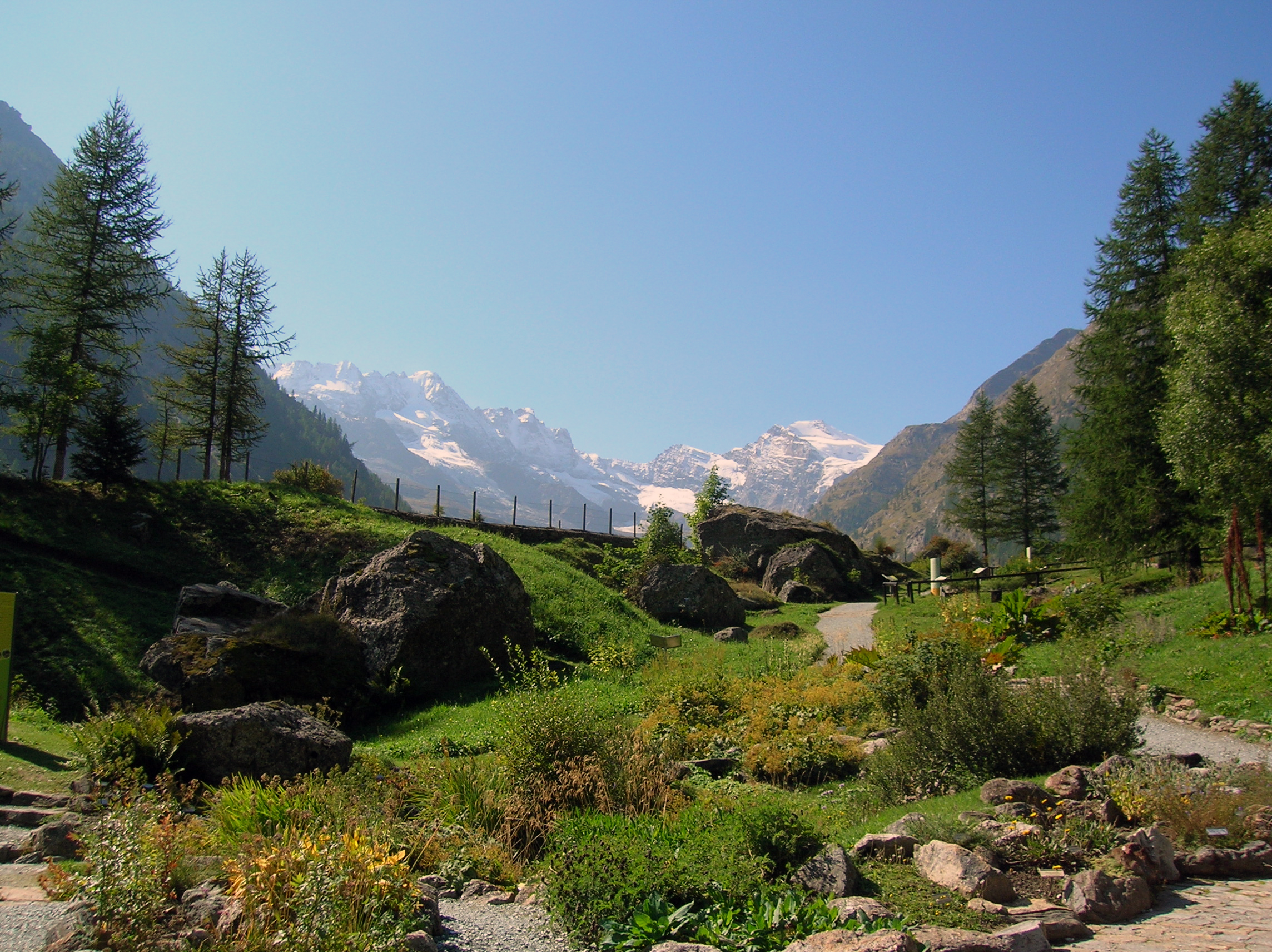
Veduta del Gran Paradiso dal Giardino alpino Paradisia

- Spaciafurnel - Antichi e nuovi mestieri a Locana
- La cultura e le tradizioni religiose a Ribordone
- Tradizioni e biodiversità in una valle fantastica a Ronco
- I preziosi predatori a Valsavarenche in località Degioz, dedicato alla lince e al suo ritorno negli anni settanta e dal 31 luglio 2011 con un nuovo spazio dedicato al lupo[31]
- Bentornato gipeto! a Rhêmes-Notre-Dame, in località Chanavey, dedicato al gipeto e all'avifauna del parco[32]
- Tutel-Attiva Laboratorio Parco a Cogne, laboratorio nel Villaggio Minatori nato nel 2007[33]
- Acqua e Biodiversità а Rovenaud (Valsavarenche)
- L’uomo e i coltivi a Campiglia Soana

Ai centri visite si aggiungono alcune esposizioni museali o collezioni botaniche:
- Vecchia Scuola di Maison, esposizione permanente a Noasca
- Le torbiere d'alta montagna a Ceresole Reale (chiuso)
- Giardino alpino Paradisia in Valnontey
- Ecomuseo del rame a Ronco Canavese (chiuso)

### Rifugi e bivacchi
All'interno del parco sono allestiti numerosi rifugi, a cui si aggiungono i bivacchi per gli alpinisti e per coloro che ne usufruiscono saltuariamente nel rispetto delle regole dettate dal CAI. Ognuno di essi ha diversi periodi di apertura e chiusura e in alcuni è data la possibilità di vitto e/o alloggio. Tra essi, i rifugi che hanno ottenuto il "Marchio Qualità" dell'Ente parco sono il Rifugio Guido Muzio, il Rifugio Massimo Mila, il Rifugio Le Fonti, il Rifugio Mario Bezzi.
Lista completa:
- Comune di Aymavilles: 

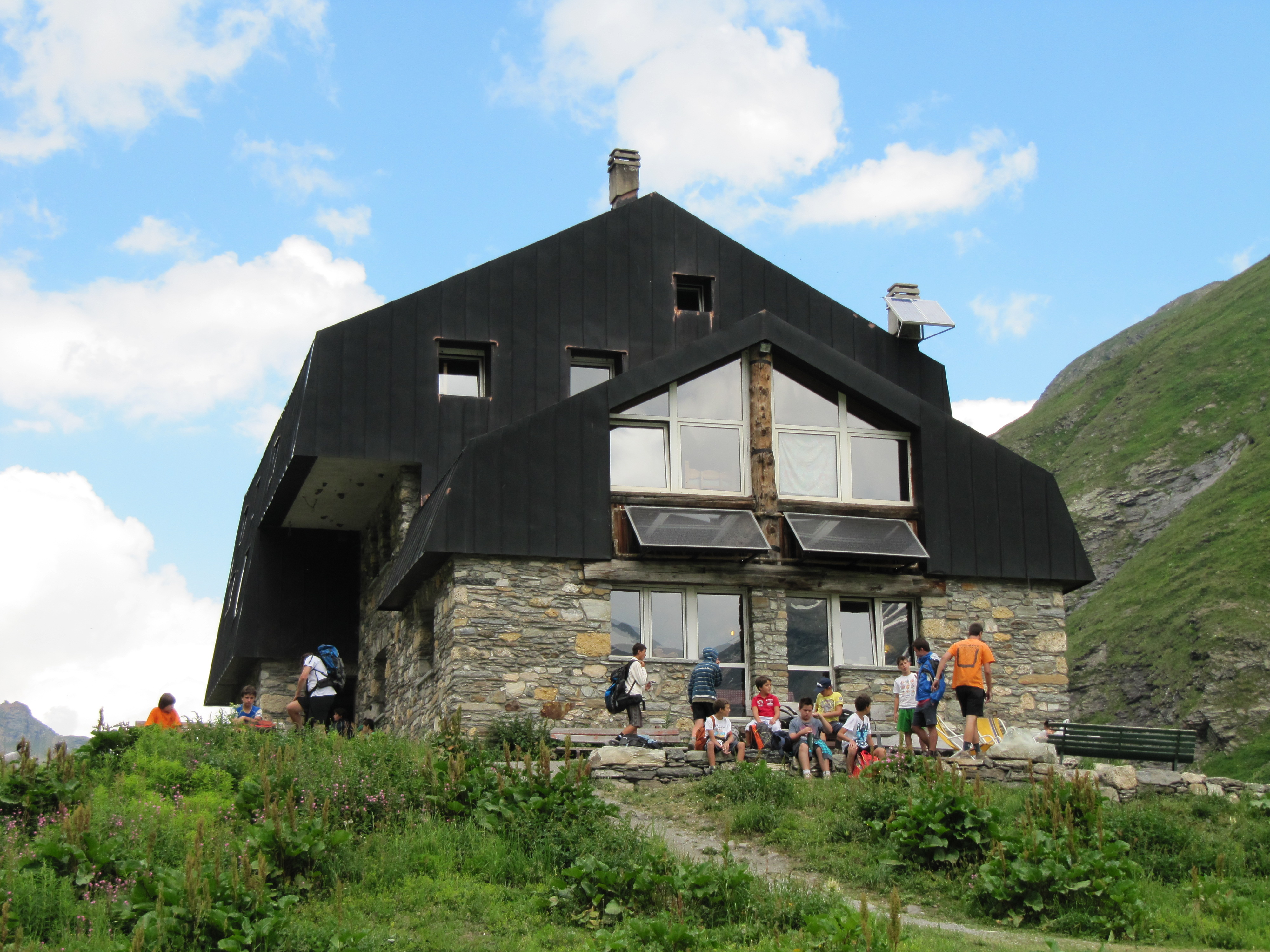
Rifugio Mario Bezzi

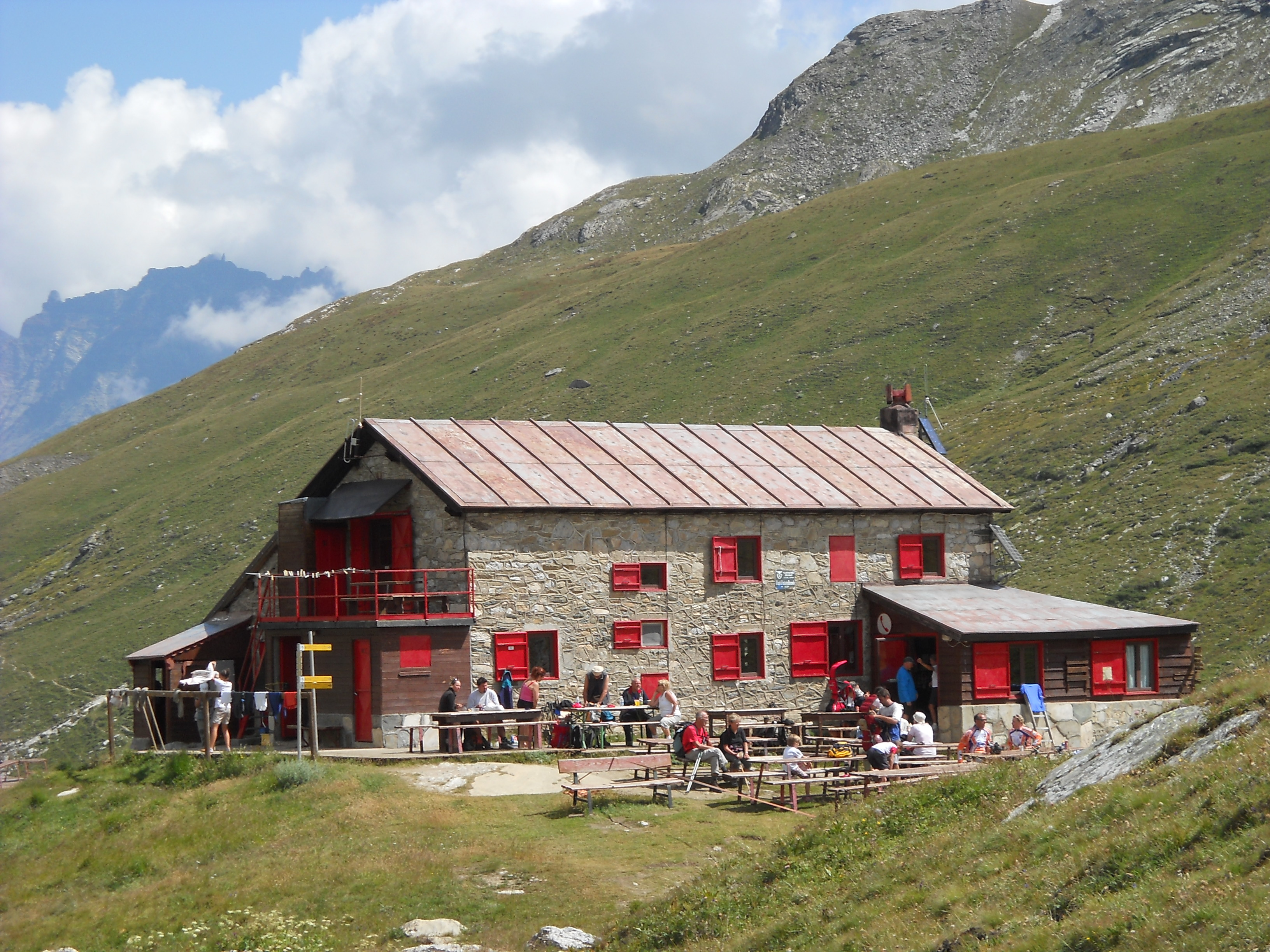
Rifugio Benevolo

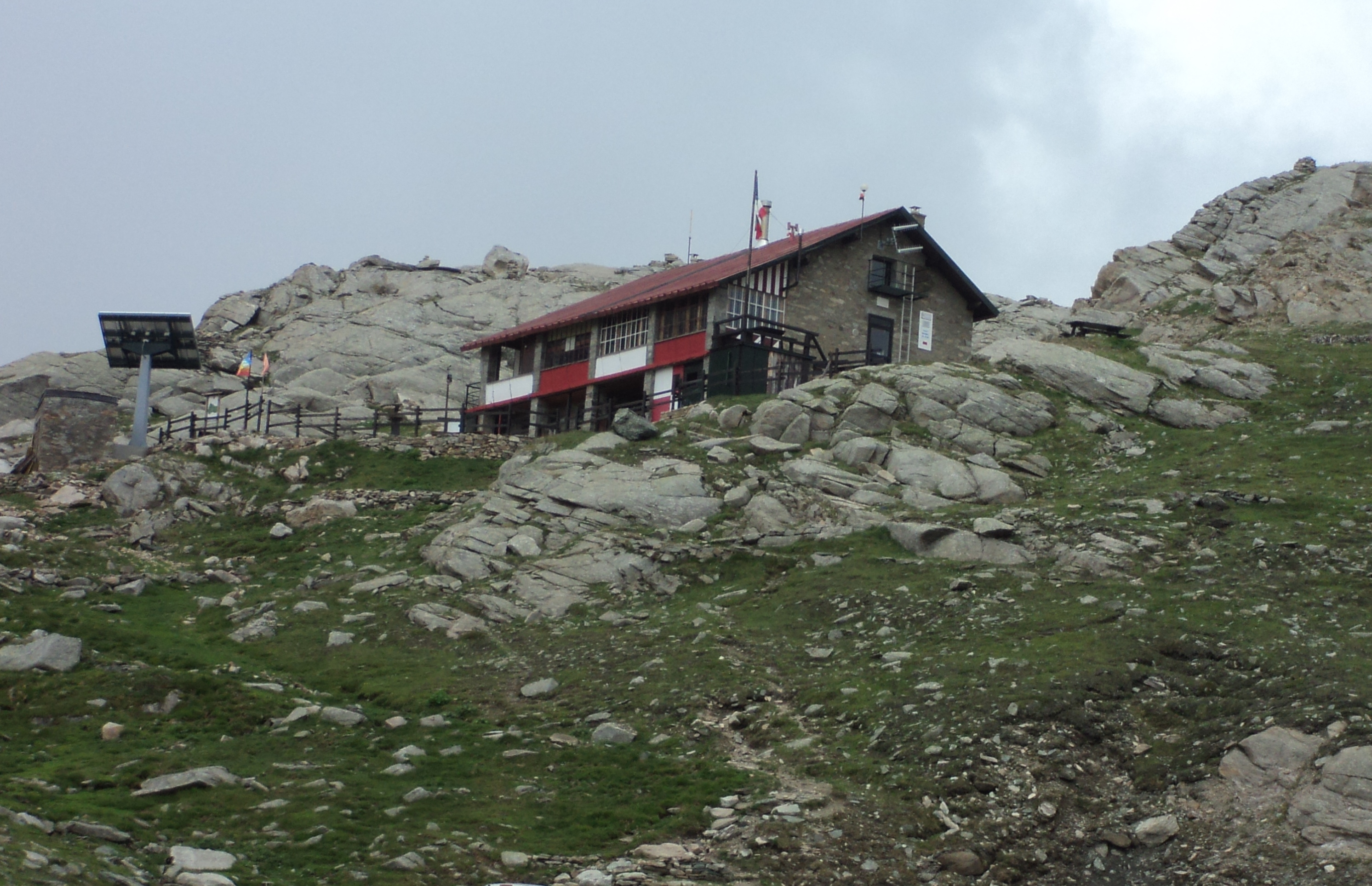
Rifugio città di Chivasso

  - Bivacco Mario Gontier (2.310 m s.l.m.)
- Comune di Ceresole Reale:
  - Rifugio Guido Muzio
  - Rifugio Massimo Mila
  - Rifugio Guglielmo Jervis
  - Rifugio Le Fonti
  - Rifugio Pian della Ballotta
- Comune di Cogne:
  - Rifugio Sogno di Berdzé al Péradzà
  - Rifugio Vittorio Sella, al Lauson
- Comune di Locana:
  - Rifugio Pontese in Val Teleccio
- Comune di Noasca:
  - Rifugio Noaschetta
- Comune di Rhêmes-Notre-Dame:
  - Rifugio Gian Federico Benevolo
- Comune di Valgrisenche:
  - Rifugio Chalet de l'Épée (2.370 m s.l.m.)
  - Rifugio Mario Bezzi (2.284 m s.l.m.)
- Comune di Valprato Soana:
  - Posto Tappa GTA di Piamprato
  - Rifugio Giovanni Bausano
- Comune di Valsavarenche:
  - Rifugio città di Chivasso su colle del Nivolet (2.604 m s.l.m.)
  - Rifugio Federico Chabod (a 2.750 m s.l.m.)
  - Rifugio Margherita di Savoia (2.534 m s.l.m.)
  - Rifugio Vittorio Emanuele II (2.735 m s.l.m.)

### Architettura religiosa
- Santuario di Prascondù, che ospita anche il Museo della religiosità popolare creato dall'Ente Parco.

### Gastronomia e artigianato
I prodotti alimentari del Parco sono principalmente bodeun (insaccato con sangue di maiale e patate e la mocetta, salume a base di camoscio). Sopravvive la lavorazione artigianale del cuoio, del rame, del ferro battuto e degli attrezzi agricoli da montagna.

## Attività
Il parco organizza numerose attività didattico-divulgative con le scuole e offre in vari periodi dell'anno la possibilità di svolgere varie attività nei campi avventura e nei campi lavoro. Nel parco è inoltre possibile praticare sci alpinismo con il supporto di guide alpine e trekking. Inoltre, grazie al progetto Rê.V.E. – Grand Paradis, cofinanziato con il fondo FESR dell'Unione Europea, dal 2012 è disponibile una flotta di biciclette elettriche a pedalata assistita per attraversare il parco, in uno dei sistemi di bike sharing più grandi d'Europa.

### Sentiero per non vedenti
Dal 1992 è presente nel parco un sentiero attrezzato per non vedenti di circa un chilometro e con scarsa pendenza.

### Progetto “A piedi tra le nuvole”
Con il progetto “A piedi tra le nuvole” il Parco promuove una mobilità dolce, regolamentando il traffico automobilistico privato d’estate lungo la strada che conduce al Colle del Nivolet e favorendo gli spostamenti a piedi, in bici e con navetta.

### Marchio di Qualità Gran Paradiso
Il Marchio Qualità Gran Paradiso è uno strumento di identificazione che l’ente Parco assegna a operatori dei settori turistico, alberghiero, artigianato e agroalimentare, impegnati in un percorso di qualità e sostenibilità per garantire ai consumatori la provenienza dal territorio del Parco, la qualità delle lavorazioni ed il rispetto per l’ambiente.

## Filmografia
- In un altro mondo - film documentario realizzato nel 2009 da Joseph Péaquin che segue per un anno la vita di un guardaparco nella sua quotidiana attività di monitoraggio dell'area protetta.
- Il Migliore dei Mondi Possibili - di Marco Andreini e Paolo Fioratti, che descrive la vita di animali e piante nelle difficili condizioni ambientali del Parco.